# 茨城県
茨城県（いばらきけん）は、日本の関東地方（北関東）に位置する県。県庁所在地は水戸市。　
首都圏を構成し、都道府県人口は全国11位、面積は全国24位である。

## 概要
関東地方の北東部、北関東の東側に位置し、元の常陸国（ひたちのくに）全域と、明治期に千葉県から移管された下総国猿島郡・結城郡・豊田郡・岡田郡の全域および相馬郡・葛飾郡・香取郡の一部から成り立っている。県の東側は太平洋に面しており、旧東海道に属する都道府県の中では最北端に位置している。県の人口は2,793,537人（2025年7月1日）で、日本の総人口の約2.3%を占めており、静岡県に次いで全国11位である。面積は6,094km2（霞ヶ浦・北浦・牛久沼・涸沼などを含めない場合は5,874.20km2）で、国土の約1.6%を占める。県内の市町村数は44で、うち市は32、郡は7で、その下に10の町と2の村がある。2021年度における県内総生産（名目）は14兆5391億円。
県内各地域の繋がりは薄く、県庁所在地の水戸市の人口は県人口の1割ほどしかない。これは都道府県の最大都市の中では最少の割合であり、そのため県内に求心力のあるプライメイトシティ（首位都市）は存在しない。県北部では日立製作所の企業城下町である日立市で工業化が進み、太平洋や八溝山地のある緑豊かな地域を形成する。県中央部は水戸市に県庁が置かれ、小美玉市に茨城空港が置かれており、ひたちなか市で工業化が進んでいる。県東部の鹿嶋市・神栖市では鹿島臨海工業地帯を形成し、工業化が進んでいる。県西部は関東平野の中央部にあたる農業を中心とした内陸の地域であり、栃木県との結びつきが大きい。結城市は結城紬の産地として名高い。県南部のつくば市には、筑波研究学園都市が整備され、常磐線やつくばエクスプレス（TX）の沿線は東京都区部のベッドタウンとしてのニュータウン開発も進められた地域となっている（「茨城都民」も参照）。

## 名称

### 由来
県名に使用される「茨城」は、国郡里制時代に置かれた茨城郡に由来するものである。「茨城」の名称自体は『常陸国風土記』まで遡るもので、同記序文には常陸国成立以前に置かれた6つのクニ（新治・筑波・茨城・那賀・久慈・多珂）の1つとして見える。常陸国成立に際して、この茨城国を踏襲して成立したのが茨城郡であるとされる。
『常陸国風土記』の茨城郡条では、「茨城」の名称の由来として次の2つの説話が挙げられている。1つは、朝廷から派遣された大臣（多氏）一族の黒坂命が、先住民の賊を茨棘を用いて滅ぼしたというものである。またもう1つの説話では、黒坂命が人々を悪賊から守るため、茨で城を築いたという。これらは、いずれもヤマト政権の勢力拡大を英雄に仮託した起源説話としてよく見られるものであり、実際の起源については詳らかでない。以上の説話を別として「茨（いばら/うばら）の生えた地域」を指した呼称と見る説もある。
『和名抄』によれば、この茨城郡内には特に「茨城郷」が存在している。この茨城郷の比定地は石岡市茨城（ばらき）とする説が有力で、同地は常陸国の古国府や茨城郡の郡家も置かれたと推定される政治的中心地でもある。また付近の茨城廃寺跡（ばらきはいじあと）からは「茨木寺」の墨書を持つ土器が出土しており、「茨城」が古くは「茨木」とも記されたことが知られる。
明治維新後、藩県併置時代や廃藩置県の当初の段階では「茨城県」は設置されていなかった。その後すぐ行われた諸県の統合に際して、水戸・松岡・宍戸・笠間・下館・下妻の6県を主体として茨城県が成立したのが県名としての始まりとなる。これは水戸の属した茨城郡を県名に採用したことによるが、「水戸県」とならなかったのは水戸藩の新政府への貢献度が認められなかったためとされる。水戸周辺は律令制時代には茨城郡でなく那珂郡に属したが、太閤検地の時に茨城郡に移管されている。

「茨」の字形。

「茨城県」の「茨」の字は都道府県としては唯一、表外漢字字体であった（「茨」の脚部分は「次」ではなく「二欠」が正しい）が、2010年の常用漢字改訂により常用漢字となっている。

### 読み
県名の「茨城」は、現在は「いばらき」と読まれる。大阪府茨木市も同じく「いばらき」であるが、どちらも同様にしばしば「いばらぎ」と誤読されがちである。一方、同じく県名に「城」が含まれる宮城県においては、連濁により濁音となる点が本県と異なる。歴史的な読みとしては、前身の茨城郡について『和名抄』では「牟波良岐」、『常陸国風土記』の天保10年（1839年）刊本では「うばらき」と読み仮名が振られる。現在の読み「いばらき」は、この「うばらき」が転訛したものになる。

## 地理・地域

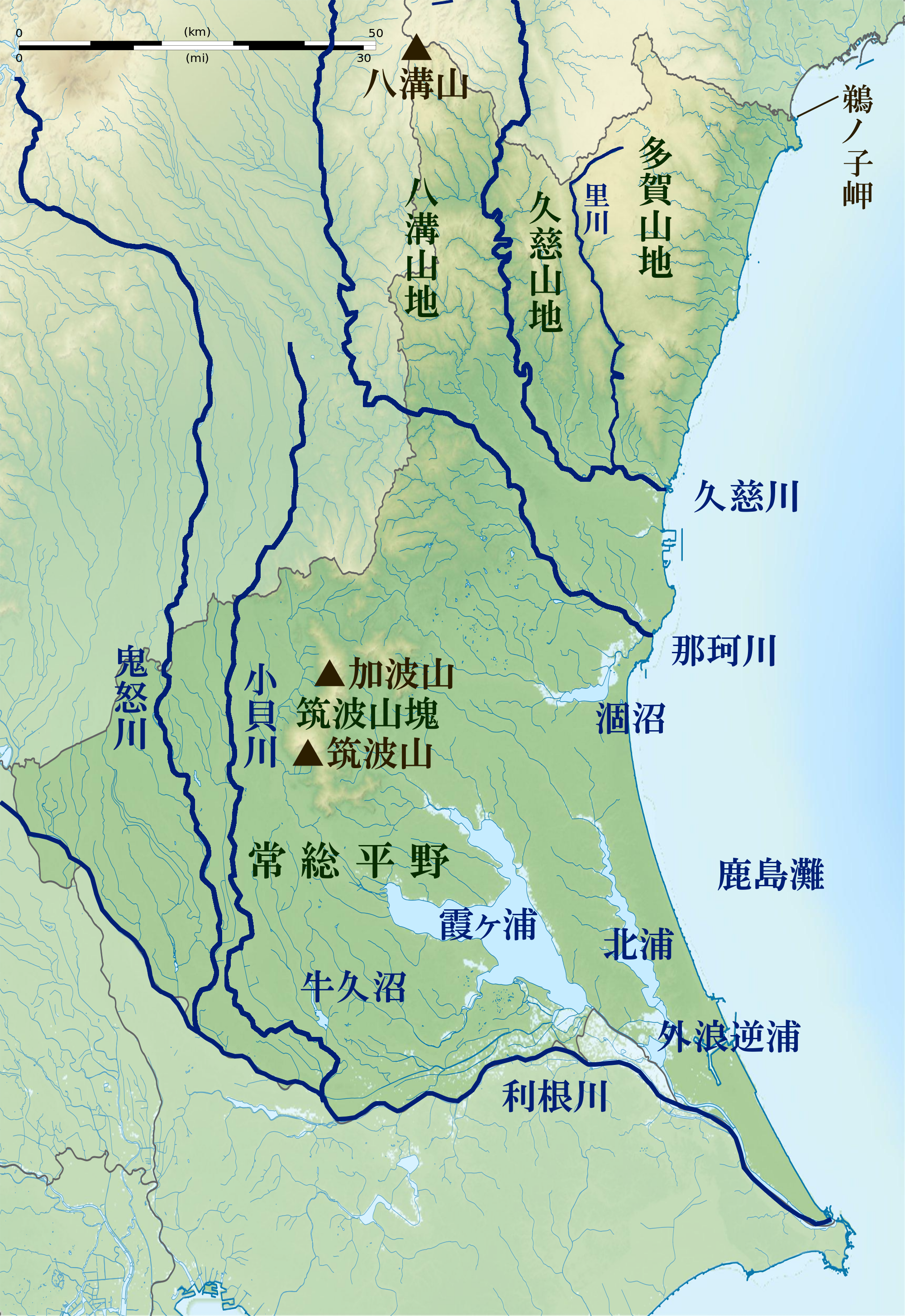
茨城県の主要地形

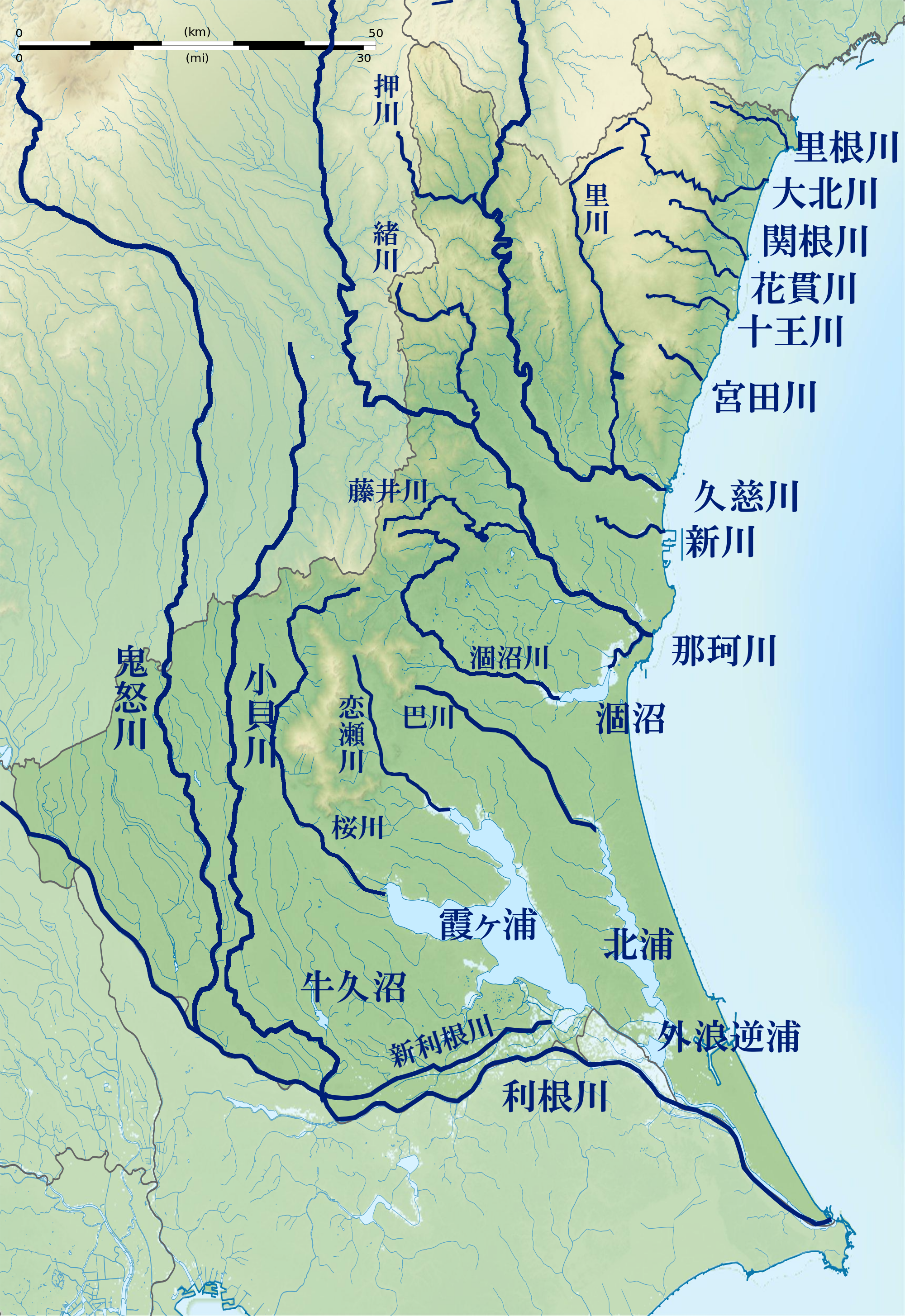
主要河川

地方区分としては、関東地方、首都圏、北関東、東関東、東京圏などに分類される。東は太平洋となっており、北は福島県（東北地方）、西は栃木県および埼玉県、南は千葉県と接する。
県の面積は全国24位だが、関東平野を含む平地に富むことから、可住地面積は3,888.61 km2で全国4位、1住宅当たりの住宅敷地面積は394.97 m2で全国1位となっている。

### 大地形
山岳地形
県の北側3分の1は山岳地帯になっている。ここは東北地方から茨城県北部にかけての太平洋側に連なる阿武隈山地（阿武隈高地）の南端に相当する。一帯は那珂川や久慈川などの河川による開析が進んでおり、那珂川と久慈川に挟まれた地域を八溝山地、久慈川と里川（久慈川支流）に挟まれた地域を久慈山地、里川の東側を多賀山地と呼んでいる。
八溝山地は県の北西部を南北に縦走し、栃木県との県境になっている。この北西端には県内最高峰の八溝山（標高1022メートル）は福島県・茨城県・栃木県の県境になっている。八溝山地を侵食して東西に流れる河川を境にして、いくつかの山塊に区別することもあり、押川（久慈川支流）を南限とする八溝山塊、那珂川を南限とする鷲ノ子（とりのこ）山塊、JR東日本水戸線が走る低地を南限とする鶏足（とりあし）山塊などと呼ばれる。これに筑波山や加波山を中心とする筑波山地（筑波山塊、筑波連山）を八溝山地に含める場合もある。
久慈山地は西の久慈川、東の里川（久慈川の支流）に挟まれている。この山地は北へいくほど東西の幅が狭くて標高が高いので、険しい。その北部を東西に短絡する月居峠は古くから交通の要衝とみなされていた。この峠下には袋田の滝があり、県を代表する観光地になっている。この山地の主峰は男体山（標高653.7メートル）。
多賀山地は北へ行くほど幅が広く、なだらかな高原地形になっている。分水嶺は西側の里川に寄って偏っており、東側には大北川、花貫川、十王川（梁津川）などが入り込んで渓谷を作っている。

水系
県内を流れる一級河川には利根川、那珂川、久慈川があり、いずれも太平洋（鹿島灘）に注いでいる。
主要な河川として、利根川水系の支流鬼怒川、小貝川が県西部を北から南へ流れている。これらが合流する利根川の下流域は、古代には香取海と呼ばれる内海が形成されており、霞ヶ浦などはその名残と考えられている。霞ヶ浦は西浦、北浦、外浪逆浦などに区分される場合もある。このほか県内には牛久沼、涸沼などの淡水湖沼がある。
利根川水系の主な支流には、鬼怒川、小貝川のほか、新利根川、桜川。このほか江戸川や中川、権現堂川は茨城県と千葉県・埼玉県の県境の一部に、渡良瀬川は茨城県と栃木県の県境の一部になっている。
二級河川としては、大北川、十王川などがある。詳細は茨城県の二級水系一覧参照。
平野部
県の中部から南部は関東平野の一部になっている。一帯を常総平野と呼ぶ場合もある。また、阿武隈山地よりも南側の茨城全域を常陸台地と呼び、千葉県北部の下総台地も含めて常総台地と総称することもある。久慈川、那珂川、利根川の各支流など、常総台地を流れる河川を境としてさらに細かい台地に区分する場合もある。
このほか、筑波山地の東部を八郷盆地（旧八郷町、現在の石岡市の一部）と呼ぶ場合もある。
その他の主要地形
- 千波湖、涸沼、牛久沼、菅生沼、渡良瀬遊水地、常陸川水門、霞ヶ浦用水
- 海浜：波崎海岸、下津海岸、大竹海岸、大洗海岸、阿字ヶ浦海岸、河原子海岸、伊師浜海岸、五浦海岸
- 滝：袋田の滝（日本三名瀑）

### 気候
太平洋側気候を呈し、冬季は少雨乾燥、夏季は多雨多湿となる。また、太平洋沿岸部は海洋性気候、内陸部は内陸性気候となる。全般に冬季は朝晩は沿岸部を除き放射冷却により気温が下がり、夏季は埼玉県に近接する一部地域を除き北東気流の影響を受けやすく比較的冷涼である。豪雪地帯に指定されている地域は存在しないが、南東部を除く地域、特に北西部山間部は南岸低気圧や北東気流の影響で局地的に大雪となることもある。豪雪地帯に指定されている地域を持たない県としては最北端に位置する。
- 北部沿岸部：北茨城市や日立市、高萩市などが該当。海に面するため県内では比較的温暖な地方であり、日立の冬季の気温は北部にありながらも南部に位置する鹿嶋と共に県内で最も高く、1月の平均最低気温は0.2°Cである[11]。一方、夏季は冷涼であり、北茨城では8月の平均気温が23.8°Cと県内で最も低く[11]、年間通して海洋性の気候の特色が出ている。
- 北部山間部：常陸大宮市や常陸太田市、大子町などが該当。冬季の冷え込みは筑波山を除くと県内では最も厳しく、時に−10°C前後の冷え込みとなることもある。大子では1月の平均最低気温が−5.1°Cだが[11]、夏の日中は猛暑日になるほど暑くなる。しかし、熱帯夜は稀であるなど内陸性の気候となっている。
- 南東端部：鹿嶋市や神栖市などが該当。海洋性の気候であり、冬は冷え込みの少ない県内で最も温暖な地域である。特に、銚子に隣接する神栖市沿岸部は関東地方全体で見ても温暖な地域となっている。また、積雪となることは非常に少なく、夏は冷涼である。
- 南西端部：古河市などが該当。県内では最も夏の暑さが厳しい地域であり、しばしば猛暑日を記録する。埼玉県や群馬県の平野部に近い気候特性で、冬季はからっ風の影響を受けやすい。朝晩の冷え込みは県内他地域に比べると幾分弱く、1月の平均最低気温は−1.3°Cと[11]、太平洋沿岸部を除くと、内陸では霞ケ浦に隣接する土浦に次いで高くなっている。夏季の最低気温も古河は県内では最も高く、熱帯夜になることも珍しくない。
- 中央部・南部平野部：水戸市からつくば市・龍ケ崎市にかけての県内の大部分が該当。冬季の気温は関東平野部では最も低い部類に入り、1月の最低気温平年値は、つくばで−2.8°C[11]、鉾田で−3.0°C[11]、最南部の龍ケ崎でさえ−2.3°C[11]などと低くなっており、過去にはつくばで−17.0°C（1952年2月5日）[11]、龍ケ崎で−15.5°C（1984年1月20日）[11]を記録した。このように、平野部でも−10°C以下まで下がることがあり、21世紀に入ってからも下妻、筑西、鉾田では−10°C以下を観測している。しかし、霞ケ浦の影響を受ける地域では冷え込みが弱い。一方、夏季も北東気流の影響を受けやすいために、熱帯夜は少ない。水戸周辺などの東部地域では北東風により時に、突発的なゲリラ降雪をもたらす。また、晩春から初秋にかけて、まれに竜巻が発生する。

| 平年値 （月単位） | 平年値 （月単位） | 北部沿岸部     | 北部沿岸部     | 北部内陸部    | 北部内陸部      | 中部          | 中部          | 西部           | 西部          | 南部           | 南部           | 南部           | 南東部         | 南東部         |
| 平年値 （月単位） | 平年値 （月単位） | 北茨城         | 日立           | 大子          | 常陸大宮市 小瀬 | 水戸          | 笠間          | 下妻           | 古河          | つくば         | 土浦           | 龍ケ崎         | 鉾田           | 鹿嶋           |
| ----------------- | ----------------- | -------------- | -------------- | ------------- | --------------- | ------------- | ------------- | -------------- | ------------- | -------------- | -------------- | -------------- | -------------- | -------------- |
| 平均 気温 （°C）  | 最暖月            | 23.8 （8月）   | 25.0 （8月）   | 24.9 （8月）  | 24.7 （8月）    | 25.6 （8月）  | 25.6 （8月）  | 25.8 （8月）   | 26.8 （8月）  | 25.9 （8月）   | 26.2 （8月）   | 25.8 （8月）   | 25.3 （8月）   | 25.6 （8月）   |
| 平均 気温 （°C）  | 最寒月            | 3.6 （1月）    | 4.6 （1月）    | 0.6 （1月）   | 1.6 （1月）     | 3.3 （1月）   | 2.4 （1月）   | 3.0 （1月）    | 3.6 （1月）   | 3.1 （1月）    | 4.0 （1月）    | 3.3 （1月）    | 2.8 （1月）    | 4.7 （1月）    |
| 降水量 （mm）     | 最多月            | 189.5 （10月） | 188.5 （10月） | 203.6 （7月） | 187.0 （9月）   | 186.3 （9月） | 190.0 （9月） | 176.0 （10月） | 181.4 （9月） | 193.5 （10月） | 177.7 （10月） | 212.8 （10月） | 230.7 （10月） | 273.7 （10月） |
| 降水量 （mm）     | 最少月            | 45.9 （2月）   | 49.8 （12月）  | 38.9 （1月）  | 40.3 （1月）    | 49.6 （12月） | 45.3 （12月） | 39.1 （1月）   | 35.1 （2月）  | 47.1 （2月）   | 47.4 （12月）  | 52.9 （2月）   | 58.3 （12月）  | 66.6 （12月）  |

### 自然公園
国定公園
- 水郷筑波国定公園

県立自然公園
- 奥久慈県立自然公園
- 花園花貫県立自然公園
- 高鈴県立自然公園
- 太田県立自然公園
- 御前山県立自然公園
- 大洗県立自然公園
- 笠間県立自然公園
- 吾国・愛宕県立自然公園
- 水戸県立自然公園

ジオパーク
- 筑波山地域ジオパーク

### 地域区分
| 内陸側             |                      | 太平洋側           |
| ------------------ | -------------------- | ------------------ |
| （栃木県）         | 県北 （0318,261人）  | （太平洋）         |
| （栃木県）         | 県央 （0685,152人）  | （太平洋）         |
| 県西 （518,726人） | 県南 （1,015,106人） | 鹿行 （256,292人） |

茨城県 地域区分図

県域は、自然的条件から、広義では県北、県央、鹿行（ろっこう）、県南に四分される。さらに社会・経済的特性とくに都市化を条件に加えると広義の県南は県南、県西（けんせい）に二分される。

#### 県庁が定める地域区分
県内には32市7郡10町2村がある（町は全て「まち」、村は「むら」と読む）。それらは、県庁によって以下の5つの地域に区分されている。以下、地域内人口と、都市圏などを記載する（地域内人口は2005年国勢調査の値、都市圏の人口は2010年国勢調査に基づく都市雇用圏の値）。

##### 県北地域
人口318,261人。地域内から県央地域にかけて日立都市圏（306,149人）が存在する。
- 日立市（160,799人）
- 常陸太田市（44,077人）
- 高萩市（25,107人）
- 北茨城市（38,606人）
- 常陸大宮市（36,080人）
- 久慈郡（13,592人）
  - 大子町（13,592人）

##### 県央地域
人口685,152人。地域内から県北地域にかけて水戸都市圏（637,104人）が存在する。
- 水戸市（265,840人） - 県庁所在地、中核市
- ひたちなか市（152,289人）
- 笠間市（70,312人）
- 那珂市（51,828人）
- 小美玉市（46,568人）
- 東茨城郡（60,755人）
  - 茨城町（29,667人）
  - 大洗町（14,550人）
  - 城里町（16,538人）
- 那珂郡（37,560人）
  - 東海村（37,560人）

##### 鹿行地域
人口256,292人。かつての鹿島郡（現・鉾田、鹿嶋、神栖の3市）と行方郡（現・行方、潮来の2市）から1字ずつとった名称である。学校の部活動の地区名など「県東（けんとう）」と呼ばれることもある。神栖都市圏（247,606人）は千葉県の一部にも広がりがある。
- 鹿嶋市（64,082人）
- 潮来市（25,741人）
- 神栖市（93,341人）
- 鉾田市（43,717人）
- 行方市（29,411人）

##### 県南地域
人口1,015,106人。地域内は東京都市圏の一部（321,638人）に含まれるほか、県内を中心とする都市圏では最大規模であるつくば都市圏（854,308人）を有する。
- つくば市（262,006人） - 業務核都市・特例市
- 土浦市（141,653人） - 業務核都市
- 取手市（103,325人）
- 牛久市（83,256人） - 業務核都市
- 龍ケ崎市（74,318人）
- 石岡市（68,482人）
- 守谷市（70,051人）
- 稲敷市（35,663人）
- かすみがうら市（38,308人）
- つくばみらい市（51,538人）
- 稲敷郡（71,361人）
  - 阿見町（50,564人）
  - 河内町（7,261人）
  - 美浦村（13,536人）
- 北相馬郡（15,145人）
  - 利根町（15,145人）

##### 県西地域
人口518,726人。地域内は小山都市圏の一部（48,604人）、東京都市圏の一部（7,511人）に含まれるほか、古河都市圏（204,731人）、筑西都市圏（132,157人）を有する。
- 古河市（136,430人）
- 筑西市（96,545人）
- 常総市（58,306人）
- 坂東市（50,506人）
- 結城市（48,604人）
- 桜川市（35,612人）
- 下妻市（41,123人）
- 結城郡（20,215人）
  - 八千代町（20,215人）
- 猿島郡（31,385人）
  - 五霞町（7,511人）
  - 境町（23,874人）

#### その他の地域区分
水戸地方気象台が気象情報や注意報と警報などを発表する区分は、県北地域、県央地域、鹿行地域、県南地域、県西地域に分けられている。これらに分類される市町村は県庁が定める地域区分とほぼ同じであるが、ひたちなか市・那珂市・東海村の2市1村が県央地域ではなく県北地域に含まれるという違いがある。茨城県も2021年頃までは、これら2市1村を県北地域に区分していたが、2022年頃から県央地域として扱っている。水戸地方気象台が気象予報や注意報と警報などを発表する場合など、県北地域・県央地域を合わせて茨城県北部、鹿行地域・県南地域・県西地域を合わせて茨城県南部と表す場合もある。
北部・南部
かつての気象予報区や、陸運事務所の管轄はこれに近い。北部が茨城県（ - 1875年5月6日）、南部が旧・印旛県（千葉県）北西部、旧・新治県北部に当たる。
北部・南東部・南西部
旧・新治県のうち現在茨城県の部分を、国道51号沿線の南東部（鹿行地域）と、国道6号沿線の南西部に分ける。この場合旧・印旛県のうち現在茨城県の部分は南西部となる。
「地方」に市町村名などを冠していう方法
市町村の事務組合で使用されることがある。

### 地域的特徴
北部（県央地域と県北地域。1875年5月6日までの茨城県）と南部（旧・印旛県北西部、旧・新治県北部）では地域色が異なっており、旧・新治県でも、国道51号沿線（大洗鹿島線＋鹿島線）と国道6号（常磐線）沿線、旧・印旛県でも国道6号（常磐線）沿線、つくばエクスプレス沿線、県西地域とでは、経済的基盤も異なっている。
北部で人口が減少し、南部で人口が増加傾向にある状態を「南北格差」または「南北問題」と呼ぶことがある。
北部（県北・県央地域）
- 水戸を中心とした地域。
- 1978年（昭和53年）4月17日より車のナンバーは北部（県北・県央地域）全域が「水戸」である[19]。
- 戦国時代は佐竹氏の領地、江戸時代には水戸藩の領地に属した。
- 日立市、ひたちなか市およびその周辺には、日立製作所関連の工場が多く存在する。それらの地域では、日立市という地名と区別するため、日立製作所を「日製（にっせい）」と呼ぶ場合が多い。
- 人口減少や大型店の撤退などが相次いでいる。また、山間部には過疎地域も存在し、年々増加する傾向にある。これは、東京一極集中などの影響で青年層が都市部へ流出していることが原因の一つだと見られている。
- 利用者の減少が続いていた日立電鉄線が、設備更新の経費増大などを理由に廃線となった。路線跡地の一部はひたちBRTとなっている[20]。
- 北関東自動車道（2011年3月19日に全線開通）が同地域と栃木県・群馬県を結んでいる。
- 中核国際港湾・重要港湾である茨城港（日立港区、常陸那珂港区、大洗港区）は、一大物流拠点となっている。
- 2010年3月11日に茨城空港が開港した。
- 東海村や大洗町周辺は、東海第二発電所を初め、原子力関連施設が集中する地域の一つである。
- 久慈川以北の沿岸部である旧多賀郡では、方位を指す際に、「海側・山側・水戸側・平側（たいらがわ）」と呼ぶことがある。
- 2011年9月5日に県北地域と水戸市を含むエリアが茨城県北ジオパークとして認定された。しかし、2017年（平成29年）12月22日に認定が取り消された。

南部（県南地域）
- つくばを中心とするが、東京圏に属する地域も有する。かつては土浦が中心的役割を担っていた。
- 1875年5月6日まで「千葉県（旧・印旛県）」もしくは「新治県」の一部で、常磐線・つくばエクスプレスや国道6号・国道294号を中心とした地域。
- 平安時代には平将門の地盤となった地域で、かつては守谷藩、谷田部藩、牛久藩、常陸府中藩、柿岡藩、常陸北条藩、土浦藩、江戸崎藩、龍ヶ崎藩、志筑藩、玉取藩、小張藩、常陸古渡藩、片野藩の領地に属した。
- 水郷筑波国定公園の一角で、筑波山、霞ヶ浦（西浦）を有する地域である。
- 立地上、南側志向が強い地域で、千葉県や東京都、埼玉県などとの繋がりが深い。一方で、居住地以北の繋がりが限定的であり、県庁所在地である水戸方面を含め、県内他地域との繋がりは浅い。具体的な一例として、鉄道で言えば、県南地域でも南端に位置する取手駅からは、常磐線普通列車利用で水戸駅まで約78km・乗車時間約85分であるのに対し、同じく常磐線普通列車利用で東京駅まで約43km・乗車時間約50分であり、水戸に行くより東京に行く方が近い、といった具合である[注釈 8]。
- 2005年開通のつくばエクスプレス沿線における大規模なニュータウンの造成、圏央道の整備が進んでおり、人口増加、大型店進出が続いている。
- 東京都内や千葉県などへ通勤・通学する人が多い。逆に、千葉県東葛地域などから茨城県南部への昼間人口移動も活発である。このために、千葉県と相互に強い影響を及ぼしあっている茨城県の地域という意味で、「ちばらき」とも言われ、また時として揶揄されている。
- 1970年代以降に茨城県南西部に転入して来た住民は、ニュータウンの造成などによる転入が特徴的で、東京都内に通勤・通学する住民も多い。消費活動も通勤・通学先で行われる傾向があり、特に東京都区部に通勤・通学する住民は、「茨城都民」と諷刺されることもある[21]。そのため、場合によっては茨城県南西部も南関東に含まれることがある。
- 国政選挙の投票率は県内最高位だが、県知事選挙の投票率は県内最低位である。この現象を、一部の全国紙ローカル面では「県南現象[21]」と呼ぶことがある。
- 1978年（昭和53年）4月17日より車のナンバーは県南地域全域が「土浦」であったが、2007年（平成19年）2月13日からつくば市、守谷市、つくばみらい市はご当地ナンバーである「つくば」となった[22][23]。これ以外の市町村では引き続き「土浦」を使用している。

東部（鹿行地域）
- 1978年（昭和53年）4月17日より車のナンバーは鹿行地域全域が「水戸」である[19]。
- 鹿嶋や潮来を初めとする地域。1875年5月6日までは「新治県」の一部で、大洗鹿島線・鹿島線・東関東自動車道・国道51号の沿線。
- Jリーグ・鹿島アントラーズのホームタウンに鹿行地域の全域が指定されている。その本拠地たる鹿嶋にはサッカーが定着していて、鹿島学園高等学校や鹿島高等学校が全国高等学校サッカー選手権大会で力を付けてきている。
- 県南同様に水郷筑波国定公園の一角で、筑波山を望む地域である。水郷（前川あやめ園・十二橋めぐり）や鹿島神宮など歴史ある観光名所がある。
- 鹿島灘沿岸の鹿嶋、神栖、鉾田にはレジャーに適した海岸や海水浴場があり、各地からサーフィンに訪れる。
- 主に鹿嶋・潮来・神栖は、国道51号、東関東自動車道沿線である千葉県香取、成田、千葉や総武線沿線の銚子などとの繋がりが深い。このため、こちらも「ちばらき」と諷刺されることがある。
- 県警が治安の悪化を防ぐため、2017年、鹿行の中で最も人口が多い神栖市に、神栖警察署を新設した。
- 農業では、鉾田が遠州灘沿岸（静岡県西部と愛知県東部）と列ぶメロンの大産地で出荷量は日本一である。
- 鹿島港を中心に鹿島臨海工業地帯が造成されて以降は、鉄鋼や石油化学などが集中する臨海工業地域になっている。鹿島灘沿岸では、鹿嶋や神栖を中心に風力発電の施設が集中している。

西部（県西地域）
- 古河や筑西を初めとする地域。元の猿島郡（一部は西葛飾郡より編入）、真壁郡、結城郡（一部は豊田郡、岡田郡より編入）に相当し、旧・真壁郡以外はかつて下総国、千葉県に属した。
- 古河は宇都宮線の沿線にあるため、埼玉県や栃木県の一部だと誤認されることも多い。
- 結城も新4号国道が通っているため、埼玉県や栃木県・群馬県（両毛）との繋がりが深いのに対して、県内他地域との繋がりは浅い。
- 国や県の出先機関が集中する筑西も栃木県との境にあり、県庁所在地である水戸方面との繋がりは浅い。具体的な一例としては、自動車・鉄道とも栃木県の県庁所在地である宇都宮市の方が、水戸よりも近い、といった具合である。
- 1978年（昭和53年）4月17日より車のナンバーは県西地域全域が「土浦」であったが、2007年（平成19年）2月13日から県西地域全域がご当地ナンバーである「つくば」となった[22][23]。
- 古河市・五霞町・境町および坂東市の一部はNTT東日本栃木支店の管轄地域であり、電気通信上栃木県扱いとなる。同地域では、2010年1月をもってフレッツ光の全面供用が開始されたが、他の県西地域では現在も一部の市街地での提供に留まる。

## 歴史

### 先史
本県に人が住み始めたのは、今からおよそ2万4000年前の火山灰層（姶良・胆沢火山灰、略してAT）の堆積前後からであると考えられている。この層の下からナイフ形石器や局部磨製石器、焼けた礫石群が見つかっている。これらの石器の後に細石刃が北（樺太・北海道・東北）と南（九州・西日本）から伝播する。この時期の遺跡としては後野B遺跡（ひたちなか市）などから確認されている。細石刃核・細石刃・彫器・掻器などが出土している。

### 明治から第二次世界大戦まで
現県域には水戸藩他14藩と県域外諸大名の飛び地、幕領・旗本領などが錯綜していた。1868年（慶応4年、明治元年）、幕府の解体により旧・幕領・旗本領は新政府の直轄地とされ、6月に粥川満明（三上藩士）が常陸知県事に、8月には佐々府貞之丞（肥後藩士）が下総知県事に任命され、常総の民政を担当した。翌1869年（明治2年）1月に下総知県事の管轄地が葛飾県、2月に常陸知県事の管轄地が若森県になった。こうした動きの中で、同年7月に版籍奉還が行われ、1871年8月（明治4年7月）の廃藩置県を経て、同年11月、現在の県域は茨城県および新治県、印旛県のそれぞれ一部に統合された。1875年（明治8年）5月に新治県が分割され、そのうち常陸国6郡が茨城県と合併し、同時に千葉県（1873年（明治6年）に印旛県と木更津県が合併）から概ね利根川以北に当たる区域を編入して現在の茨城県が成立した。
- 1868年（慶応4年、明治元年）
  - 1月24日 - 松岡藩設置。
  - 4月5日 - 討幕軍、結城城を攻撃し、落城。
  - 4月11日 - 徳川慶喜、江戸より水戸へ退去し、弘道館で謹慎。
  - 6月27日 - 常陸知県事任命。
  - 7月14日 - 志筑藩設置。
  - 8月8日 - 下総知県事任命。
  - 10月1日 - 弘道館の戦い。
- 1869年（明治元年、2年）
  - 1月13日 - 下総知県事の管轄区域をもって葛飾県が成立（県庁所在地は現・千葉県流山市）。
  - 2月9日 - 常陸知県事の管轄区域をもって若森県が成立（県庁所在地は現・つくば市⇒若森県庁参照）。
  - 6月17日 - 版籍奉還を受けた政府が徳川昭武を水戸藩知事（知藩事）に任命。以下、6月24日まで現県域内各藩主が知藩事に任命される。
    - 現県域内に藩庁を置く藩：水戸藩、松岡藩、宍戸藩、笠間藩、下館藩、下妻藩、麻生藩、石岡藩（旧・常陸府中藩）、土浦藩、志筑藩、牛久藩、谷田部藩、結城藩、古河藩
- 1870年（明治3年、4年）
  - 12月 - 水戸藩禄制改革。
  - 12月24日 - 守山藩（磐城国）の移転により松川藩成立。
- 1871年（明治4年）
  - 2月7日 - 谷田部藩が下野国に移転、茂木藩となる。
  - 2月8日 - 大網藩（上総国）の移転により龍崎藩成立。
  - 7月14日 - 廃藩置県により、現県域内3県15藩が18県となる。
    - 従来の県が継続：若森県、葛飾県、宮谷県
    - 藩から県へ転換：水戸県、松岡県、宍戸県、笠間県、下館県、下妻県、麻生県、石岡県、土浦県、志筑県、牛久県、松川県、龍崎県、結城県、古河県

  - 11月14日 - 府県統合により現県域内に以下の3県が成立。
    - 水戸県、松岡県、宍戸県、笠間県、下館県、下妻県→茨城県
    - 若森県、麻生県、石岡県、土浦県、志筑県、牛久県、松川県、龍崎県、多古県、小見川県、高岡県→新治県
    - 葛飾県、結城県、古河県、関宿県、佐倉県、生実県、曾我野県→印旛県
    - 宮谷県は木更津県に統合されるが、常陸・下総国内の同県管轄地は新治県に編入される。
    - 各県の管轄区域は以下の通り。
      - 茨城県（県庁所在地：茨城郡水戸）[注釈 9]：常陸国多賀郡、久慈郡、那珂郡、茨城郡、真壁郡
      - 新治県（県庁所在地：新治郡土浦）：常陸国鹿島郡、行方郡、新治郡、筑波郡、信太郡、河内郡、下総国海上郡、匝瑳郡、香取郡
      - 印旛県（県庁所在地：葛飾郡加村〈現・流山市〉[注釈 10]）：下総国結城郡、豊田郡、岡田郡、猿島郡、葛飾郡、相馬郡、印旛郡、埴生郡、千葉郡
- 1872年（明治4年、5年）
  - 1月29日 - 水戸・弘道館裏に県庁開設。
- 1873年（明治6年）
  - 2月3日 - 水戸に県下初の共立小学校創設。
  - 4月 - 茨城県議事条例制定。
  - 6月15日 - 印旛県と木更津県が合併し、千葉県が成立（県庁所在地：千葉郡千葉）。
- 1875年（明治8年）
  - 5月7日 - 新治県が廃止・分割され、同県管下のうち下総国3郡は千葉県、常陸国6郡が茨城県と合併される。同日、千葉県管下のうち結城、岡田、豊田、猿島の4郡および葛飾、相馬2郡の利根川以北が茨城県に移管され、17郡を管下とする現在の茨城県が成立した。
  - 9月15日 - 大区・小区制改正、12大区133小区に区分。
- 1876年（明治9年）
  - 11月27日 - 真壁郡吉間村他数か村で農民一揆。
  - 12月8日 - 那珂郡小瀬地方で農民一揆。
- 1878年（明治11年） - 郡区町村編制法により茨城郡を東茨城郡、西茨城郡に分割、茨城県管下の葛飾郡を西葛飾郡、相馬郡を北相馬郡と改称。県下18郡となる。
- 1888年（明治21年） - 県内人口が100万人を突破。
- 1889年（明治22年）4月1日 - 市制・町村制施行、水戸市が発足。
- 1896年（明治29年）4月1日 - 郡制施行。信太郡と河内郡が合併して稲敷郡となり、豊田郡および岡田郡が結城郡と、西葛飾郡が猿島郡と合併して県下14郡となる。
- 1899年（明治32年）4月1日 - 千葉県香取郡の一部（利根川および横利根川以北）を稲敷郡に編入。現・茨城県の県域がほぼ確定する。
- 1938年（昭和13年）
  - 6月30日 - 台風接近に伴い桜川が決壊し、土浦町一帯が冠水。県下の被害は死者40人、家屋全壊154戸、半壊208戸、流失67戸、床上浸水13589戸以上、床下浸水20192戸以上[25]。
  - 9月1日 - 再び台風接近に伴い被害。死者4人、家屋全壊170戸、半壊144戸、流失3戸、床上浸水844戸以上、床下浸水2339戸以上、橋梁流失12、堤防決壊25ヶ所[26]。
- 1939年（昭和14年）9月1日 - 日立市市制施行。
- 1940年（昭和15年）11月3日 - 土浦市市制施行。
- 1945年（昭和20年）
  - 6月10日および7月19日 - 日立空襲。
  - 8月2日 - 水戸空襲。死者300人以上。

### 昭和後期（第2次世界大戦後）
- 1947年（昭和22年）
  - 初の県知事選挙。人口200万人突破。
  - 住友金属工業株式会社蹴球同好会（鹿島アントラーズの前身）が発足[27]。
- 1949年（昭和24年）5月1日 - 茨城大学発足[28]。
- 1950年（昭和25年）8月1日 - 古河市市制施行。
- 1952年（昭和27年）- 県立大洗水族館が開館[29]。
- 1954年（昭和29年） 
  - 石岡市（2月11日）、下館市、結城市（以上3月15日）、龍ケ崎市（3月20日）、那珂湊市（3月31日）、下妻市（6月1日）、水海道市（7月10日）、常陸太田市（7月15日）、勝田市（11月1日）、高萩市（11月23日）市制施行。
  - 横山大観と板谷波山が名誉県民に。
- 1956年（昭和31年）
  - 2月1日 - 茨城県立図書館が開館[30]。
  - 3月31日 - 北茨城市市制施行。
- 1957年（昭和32年）- 日立市かみね公園が開園[31]。
- 1958年（昭和33年）8月1日 - 笠間市が市制施行。
- 1959年（昭和34年）3月3日 - 水郷国定公園（現：水郷筑波国定公園）が国内15番目の国定公園として指定[32]。
- 1961年（昭和36年）6月1日 - 常磐線 取手 - 勝田間が電化[33]。
- 1963年（昭和38年）
  - 3月16日 - 茨城県民の歌が制定される[34]。
  - 4月1日 - 茨城放送（現在のLuckyFM茨城放送）が開局[35]。
  - 9月10日 - 筑波山麓に研究学園都市を建設することが閣議了解される[36]。
  - 11月 - 茨城衛星通信センターが運用開始[37]。
- 1965年（昭和40年） 
  - 4月28日 - 筑波スカイラインが開通[38]。
  - 日本原子力発電公社東海発電所、試験発電成功。
- 1966年（昭和41年）
  - 3月28日 - 茨城県章・茨城県旗・茨城県の花「バラ」が制定される[39]。
  - 4月11日 - 茨城県立県民文化センターが開館[40]。
  - 5月31日 - 茨城交通水浜線が廃止[41]。
  - 10月6日 - 茨城県の木「ウメ」が制定される[39]。
- 1967年（昭和42年）4月20日 - 水戸線 電化開通式が開催される[42]。
- 1968年（昭和43年）3月30日 - 茨城県民の日が制定される[43]。
- 1969年（昭和44年）
  - 筑波研究学園都市起工。
  - 鹿島港が開港[44]。
- 1970年（昭和45年） 
  - 8月20日 - 国鉄（現・JR東日本）鹿島線（香取駅-鹿島神宮駅間）が開業。
  - 10月1日 - 取手市市制施行。
- 1971年（昭和46年） - 大規模ニュータウン「常総ニュータウン」起工。
- 1972年（昭和47年）
  - 4月1日 - 岩井市市制施行。
  - 6月 - 筑波宇宙センターが発足[45]。
- 1973年（昭和48年） 
  - 3月15日 - 水戸対地射撃爆撃場跡が日本政府に返還される[46]。
  - 10月 - 筑波大学が設置される[47]。
- 1974年（昭和49年） 
  - 9月3日 - 茨城県立歴史館が開館[48]。
  - 茨城国体・第10回全国身体障害者スポーツ大会開催。
- 1976年（昭和51年） - 第27回全国植樹祭開催。
- 1977年（昭和52年） - 常磐自動車道、大規模ニュータウン「竜ヶ崎ニュータウン」起工。
- 1981年（昭和56年）
  - 4月27日 - 県内初の高速道路である、常磐自動車道柏IC〜谷田部ICが開通[49]。
  - 9月 - 日立鉱山が閉山[50]。
- 1982年（昭和57年）3月30日 - 常磐自動車道 谷田部IC～千代田石岡IC間が開通[51]。
- 1984年（昭和59年）3月27日 - 常磐自動車道 千代田石岡IC～那珂IC間が開通[52]。
- 1985年（昭和60年） 
  - 2月20日 - 常磐自動車道 那珂IC～日立南太田IC間が開通[53]。
  - 3月14日 - 鹿島臨海鉄道 大洗鹿島線水戸・北鹿島間が開業[54]。
  - 3月16日 - 大洗～室蘭・苫小牧間のカーフェリー定期航路が就航[55]。
  - 3月17日から9月16日 - 国際科学技術博覧会（通称：科学万博）開催[56]。
  - 7月3日 - 常磐自動車道 日立南太田IC～日立北IC間が開通[53]。
- 1986年（昭和61年） 
  - 4月17日 -  エミリア・ロマーニャ州（イタリア）と、国際友好州県を提携する[57]。
  - 4月22日 - エソンヌ県（フランス）と、国際友好州県を提携する[58]。
  - 6月1日 - 牛久市市制施行。
- 1987年（昭和62年） 
  - 3月3日 - 霞ヶ浦大橋有料道路が開通[59]。
  - 3月31日 - 筑波鉄道筑波線が廃止[59]。
  - 11月20日 - 東関東自動車道佐原香取IC（千葉県）〜潮来IC（茨城県）の県内初区間開通[60]。
  - 11月30日 - つくば市市制施行。
- 1988年（昭和63年） 
  - 常磐自動車道県内区間が全通。
  - 第8回全国豊かな海づくり大会開催。

### 平成
- 1989年（平成元年）10月29日 - 第13回全国育樹祭が茨城県で開催される[61]。
- 1990年（平成2年）
  - 3月22日 - 水戸芸術館が開館[62]。
  - 11月8日 - 日立シビックセンターが開館[63]。
- 1991年（平成3年）
  - 10月5日 - 国営ひたち海浜公園が開園[64]。
  - 日立市、常陸太田市、里美村でクリストとジャンヌ=クロードの『アンブレラ 日本-アメリカ合衆国、1984-91』開催。
  - 11月13日 - 茨城県章が制定される[39]。
- 1992年（平成4年） - 笠間焼が国の伝統的工芸品に指定[65]。
- 1993年（平成5年）
  - 5月4日 - 茨城県立カシマサッカースタジアムがオープン[66]。
  - 3月7日から5月30日 - 第10回全国都市緑化フェア グリーンフェア93いばらきが開催される[67]。
  - 7月3日 - 牛久大仏の一般公開が開始[68]。
  - 森田茂が名誉県民に。
- 1994年（平成6年） 
  - 4月28日 - 竜神大吊橋がオープン[69]。
  - 11月1日 - ひたちなか市市制施行（勝田市と那珂湊市が合併）。
  - 11月12日 - ミュージアムパーク茨城県自然博物館が開館[70]。
  - 北関東自動車道、首都圏新都市鉄道つくばエクスプレス（当時の常磐新線）起工。
- 1995年（平成7年） 
  - 4月 - 茨城県立医療大学が開学[71]。
  - 9月1日 - 鹿嶋市市制施行。
  - 10月23日から27日 - 第6回世界湖沼会議が霞ヶ浦沿岸地域で開催される[72]。
- 1996年（平成8年）12月2日 - 東水戸道路 水戸南IC～水戸大洗IC間が開通[73]。
- 1997年（平成9年） 
  - 人口300万人突破（北部で減少、南部で増加）。
  - 11月8日 - 茨城県天心記念五浦美術館が開館[74]。
- 1998年（平成10年） 
  - 3月14日 - JR常磐線 ひたち野うしく駅が開業[75]。
  - 12月 - 常陸那珂港が一部供用開始[76]。
  - 第7回全国知的障害者スポーツ大会開催。
- 1999年（平成11年）
  - 現在の茨城県庁舎竣工。総工費は約800億円で、都道府県庁舎としては、東京都、群馬県に次いで全国第3位。高さは116mで、県内最高の高層ビルに。
  - 9月30日 - 東海村JCO臨界事故が発生。
  - 10月15日 - 人口300万人突破[77]。
  - 12月2日 - 東水戸道路・常陸那珂有料道路 水戸大洗IC～ひたち海浜公園IC間が開通[78]。
- 2000年（平成12年） 
  - 3月18日 - 北関東自動車道 友部JCT〜水戸南ICが北関東自動車道で初めて開通。
  - 3月18日 - 銚子新大橋有料道路が開通[79]。
  - 8月12日 - 国営ひたち海浜公園でROCK IN JAPAN FESTIVALが開催。
  - 12月2日 - 北関東自動車道 友部JCT～友部IC間が開通[80]。
- 2001年（平成13年） 
  - 4月1日 - 潮来市市制施行。
  - カシマサッカースタジアムがリニューアルオープン。
- 2002年（平成14年） 
  - 2月2日 -  守谷市市制施行。
  - 3月21日 - アクアワールド大洗が開館[81]。
  - 2002 FIFAワールドカップ、2002年茨城総体開催。
- 2003年（平成15年） - 首都圏中央連絡自動車道つくばJCT〜つくば牛久ICの県内初区間が開通。
- 2004年（平成16年） 
  - 10月 - NHK茨城県域デジタルテレビ放送が開始[82]。
  - 10月16日 - 常陸大宮市市制施行。
- 2005年（平成17年） 
  - 那珂市（1月21日）、坂東市（岩井市ほか1町が合併）、稲敷市（以上3月22日）、筑西市（下館市ほか3町が合併）、かすみがうら市（以上3月28日）、神栖市（8月1日）、行方市（9月2日）、桜川市（10月1日）、鉾田市（10月11日）市制施行。
  - 4月 - 日立電鉄線が廃止される[83]。
  - 8月24日 - 首都圏新都市鉄道つくばエクスプレス開業[84]。
  - 第56回全国植樹祭開催。
- 2006年（平成18年） 
  - 水海道市が1町を編入して常総市と改称（1月1日）。小美玉市、つくばみらい市（以上3月27日）市制施行。2004年から続いた平成の大合併が全て施行され、32市10町2村に再編される。
  - 第18回全国生涯学習フェスティバルまなびピアいばらき2006開催。
- 2007年（平成19年）
  - ご当地ナンバーの「つくばナンバー」が導入される。
  - 3月10日 - 首都圏中央連絡自動車道つくば牛久IC〜阿見東IC開通。
  - 3月31日 - 鹿島鉄道線が廃止[85]。
  - 11月14日 - 北関東自動車道 笠間西IC～友部IC間が開通[86]。
  - 第20回全国健康福祉祭茨城大会ねんりんピック茨城2007開催。
- 2008年（平成20年） 
  - 4月 - ひたちなか海浜鉄道が発足[87]。
  - 4月12日 - 北関東自動車道 笠間西IC～桜川筑西IC間が開通[88]。
  - 第23回国民文化祭・いばらき2008開催。
  - 12月20日 - 北関東自動車道栃木県の真岡IC〜桜川筑西IC開通（県内区間が全通）。
  - 12月25日 - 日立港、常陸那珂港、大洗港を茨城港として統合。
- 2009年（平成21年）
  - 3月21日 - 首都圏中央連絡自動車道阿見東IC〜稲敷IC開通。
  - 第47回技能五輪全国大会・第31回全国障害者技能競技大会・いばらき大会2009開催。
- 2010年（平成22年） 
  - 3月6日 - 東関東自動車道茨城町JCT〜茨城空港北IC開通。
  - 3月11日 - 小美玉市に茨城空港が開港。
  - 4月24日 - 首都圏中央連絡自動車道つくば中央IC〜つくばJCT開通。
- 2011年（平成23年） 
  - 3月11日 - 県内全域で東日本大震災の被害に遭う。
  - 9月5日 - 県北地域と水戸市を含むエリアが茨城県北ジオパークとして認定される。
- 2013年（平成25年）7月1日 - つくばロボッツ（現：茨城ロボッツ）が創設される[89]。
- 2014年（平成26年） 
  - 第38回全国高等学校総合文化祭（いばらき総文2014）開催。日本全国から高校生が集結する日本の文化祭典が開催される。
  - 4月12日 - 首都圏中央連絡自動車道稲敷IC〜神崎IC開通。
- 2015年（平成27年） 
  - 3月14日 - 上野東京ラインの開業に伴い、常磐線の一部列車が東京駅・品川駅まで直通運転に[90]。
  - 3月29日 - 首都圏中央連絡自動車道久喜白岡JCT〜境古河IC開通。
  - 9月10日 - 台風第18号から変わった温帯低気圧による豪雨で鬼怒川が増水し、常総市内の数箇所で破堤・越流して市街地が広範囲にわたり浸水、この大規模な洪水により多くの死者行方不明者やけが人が出る（関東・東北豪雨）。
- 2016年（平成28年） 
  - 5月15日から17日 - G7茨城・つくば科学技術大臣会合が開催される[91]。
  - 9月17日から11月20日 - KENPOKU ART 2016 茨城県北芸術祭開催。
- 2017年（平成29年） 
  - 2月26日 - 首都圏中央連絡自動車道境古河IC〜つくば中央IC開通（県内区間が全通）。
  - 7月7日 - 茨城アストロプラネッツが設立[92]。
  - 12月22日 - 茨城県北ジオパークが認定を取り消される。
- 2018年（平成30年）
  - 2月3日 - 東関東自動車道茨城空港北IC～鉾田IC開通。
  - 10月15日から19日 - 第17回世界湖沼会議いばらき霞ヶ浦2018が開催される[93]。

### 令和
- 2019年（令和元年）
  - 6月8日・9日 - G20茨城つくば貿易・デジタル経済大臣会合がつくば国際会議場で開催される[94]。
  - 9月28日 - 第74回国民体育大会・いきいき茨城ゆめ国体が開催される。
  - 10月12日 - 県内各地で令和元年東日本台風による被害を受ける[95][96]。
  - 11月7日 - つくば霞ケ浦りんりんロードが第1次ナショナルサイクルルートに指定[97]。
- 2020年（令和2年）
  - 4月16日 - 新型コロナウイルス感染症の流行に関する日本国内の対応として、茨城県が、13都道府県を特に重点的に感染拡大防止の取り組みを進めていく必要がある「特定警戒都道府県」とされた。
  - 5月14日 - 13都道府県の特定警戒都道府県だった茨城県は解除及び緊急事態宣言解除された。
- 2021年（令和3年）
  - 6月16日 - 茨城空港アクセス道路が全線開通[98]。
  - 7月21日から8月7日 - 東京2020オリンピックサッカー競技が茨城県立カシマサッカースタジアムで開催される[99]。
- 2023年（令和5年）
  - 7月2日 - 水戸市民会館が開館[100]。
  - 9月9日 - 県北地域を中心に令和5年台風第13号による被害を受ける[101]。
  - 11月11日・12日 - 第46回全国育樹祭が茨城県で開催される[102]。
  - 12月8日から10日 - G7茨城水戸内務・安全担当大臣会合が水戸市民会館で開催される[103]。
- 2024年（令和6年）
  - 11月18日 - ひたちなか海浜鉄道湊線の延伸計画について、国が工事認可[104][105]。
  - 12月2日 - 一部の大病院において、選定療養費の徴収を開始。都道府県単位では初の導入となった[106][107]。

## 人口・面積
1920年（大正9年）に135万人と関東地方では東京府（現・東京都）に次ぐ人口であった。1947年には200万人を突破したが都市部への人口流失もありしばらくは緩やかに増加傾向が続いた。1970年代に（昭和45年）に入ると都心の地価が高騰したため宅地開発の波が茨城県南部まで及び1970年時点で214万人に過ぎなかった茨城県の人口は1979年には250万人、1985年には270万人、1993年には290万人を突破するなど大幅に増加した。90年代後半以降は少子化に加え都心回帰の影響で社会減少へ転じた事もあり2000年国勢調査（平成12年）300万人をピークに減少が続いている。人口順位は1970年時点では全国14位の規模であったが新潟県、京都府、広島県の人口を上回り現在は全国11位の規模となっており、また政令指定都市を持たない県で最大である。県内に30万人以上の都市は存在せず、20万人以上の市が2市、10万人台の市が5市で、残りの25市10町2村は10万人未満の市町村となっている。最大の人口を誇る水戸市でさえ約27万人と県全体（約280万人）の1割に満たず、これは各都道府県内最多人口の自治体が占める人口シェアとしては全国最下位である。総面積は全国24番目である一方で可住地面積では全国第4位となっており、特に県南部は大半が平地である。こうした地理条件も相まって、全国の中でも人口分散傾向が強い県である。
合計特殊出生率は1.22人と全国平均の1.20人とほぼ同じであり（2023年）、総人口は北部山間部での減少が著しく、主につくばエクスプレス沿線での開発が進む南部での増加が著しく、つくば市は2023年1月1日時点の人口増加率が全国1位となった。県は5つの地域区分に対して人口の36.0%が東京通勤圏に位置する南部に集中し、人口増減率でみても唯一県南地域のみ増加傾向である。2023年に人口が増加したのは、つくば市、つくばみらい市、阿見町、守谷市、土浦市、利根町の6市町で、いずれも県南地域に属する。阿見町は市制施行の要件である人口5万人に到達し、2026年度中の施行を目指している。
2024年（令和6年）1月1日現在の県人口（推計）は、県の常住人口調査で282万3,457人となり、前年と比べ1万4,113人減少した。出生・死亡による自然増減が2万2,247人減少となり、記録の残る昭和40年以降で最大の減少数となった。転入・転出による社会増減は8,134人の転入超過であった。

茨城県市町村人口増減率分布図（2015年度と2020年度国勢調査から算出）
増加
5.0 - 7.49 %
2.5 - 4.99 %
0.0 - 2.49 %
減少
0.0 - 2.5 %
2.5 - 5.0 %
5.0 - 7.5 %
7.5 - 10.0 %
10.0 %以上

| 増加 5.0 - 7.49 % 2.5 - 4.99 % 0.0 - 2.49 % | 減少 0.0 - 2.5 % 2.5 - 5.0 % 5.0 - 7.5 % 7.5 - 10.0 % 10.0 %以上 |

| |                                        |  |
| 茨城県と全国の年齢別人口分布（2005年） | 茨城県の年齢・男女別人口分布（2005年） |  |
| ■紫色 ― 茨城県 ■緑色 ― 日本全国 | ■青色 ― 男性 ■赤色 ― 女性              |  |
| 茨城県（に相当する地域）の人口の推移 \| 1970年（昭和45年） \| 2,143,551人 \| \| \| 1975年（昭和50年） \| 2,342,198人 \| \| \| 1980年（昭和55年） \| 2,558,007人 \| \| \| 1985年（昭和60年） \| 2,725,005人 \| \| \| 1990年（平成2年） \| 2,845,382人 \| \| \| 1995年（平成7年） \| 2,955,530人 \| \| \| 2000年（平成12年） \| 2,985,676人 \| \| \| 2005年（平成17年） \| 2,975,167人 \| \| \| 2010年（平成22年） \| 2,969,770人 \| \| \| 2015年（平成27年） \| 2,916,976人 \| \| \| 2020年（令和2年） \| 2,867,009人 \| \| |                                        |  |
| 総務省統計局 国勢調査より |                                        |  |
| 1970年（昭和45年） | 2,143,551人                            |  |
| 1975年（昭和50年） | 2,342,198人                            |  |
| 1980年（昭和55年） | 2,558,007人                            |  |
| 1985年（昭和60年） | 2,725,005人                            |  |
| 1990年（平成2年） | 2,845,382人                            |  |
| 1995年（平成7年） | 2,955,530人                            |  |
| 2000年（平成12年） | 2,985,676人                            |  |
| 2005年（平成17年） | 2,975,167人                            |  |
| 2010年（平成22年） | 2,969,770人                            |  |
| 2015年（平成27年） | 2,916,976人                            |  |
| 2020年（令和2年） | 2,867,009人                            |  |

| 実施年 | 人口（人） | 増減人口（人） | 人口増減率(%) | 国内増減率(%) | 増加率全国順位 |
| ------ | ---------- | -------------- | ------------- | ------------- | -------------- |
| 1970年 | 2,143,551  | -              | -             | -             | -              |
| 1975年 | 2,342,198  | 198,647        | 9.27          | 7.92          | 8位            |
| 1980年 | 2,558,007  | 215,809        | 9.21          | 4.57          | 5位            |
| 1985年 | 2,725,005  | 166,998        | 6.53          | 3.40          | 7位            |
| 1990年 | 2,845,382  | 120,377        | 4.42          | 2.12          | 6位            |
| 1995年 | 2,955,530  | 110,148        | 3.87          | 1.58          | 6位            |
| 2000年 | 2,985,676  | 30,146         | 1.02          | 1.08          | 13位           |
| 2005年 | 2,975,167  | 10,509         | 0.35          | 0.66          | 21位           |
| 2010年 | 2,969,770  | 5,397          | 0.18          | 0.23          | 11位           |
| 2015年 | 2,916,976  | 52,794         | 1.78          | 0.75          | 20位           |
| 2020年 | 2,867,009  | 49,967         | 1.71          | 0.75          | 14位           |

| 茨城県の市町村の人口、面積、人口密度（2025年7月1日） | 茨城県の市町村の人口、面積、人口密度（2025年7月1日） | 茨城県の市町村の人口、面積、人口密度（2025年7月1日） | 茨城県の市町村の人口、面積、人口密度（2025年7月1日） | 茨城県の市町村の人口、面積、人口密度（2025年7月1日） |
|                                                      | 市町村                                               | 人口                                                 | 面積                                                 | 人口密度                                             |
| ---------------------------------------------------- | ---------------------------------------------------- | ---------------------------------------------------- | ---------------------------------------------------- | ---------------------------------------------------- |
| 1                                                    | 水戸市                                               | 265,840 人                                           | 217.32km2                                            | 1,223人/km2                                          |
| 2                                                    | 日立市                                               | 160,799 人                                           | 225.73km2                                            | 712人/km2                                            |
| 3                                                    | 土浦市                                               | 141,653 人                                           | 122.89km2                                            | 1,153人/km2                                          |
| 4                                                    | 古河市                                               | 136,430 人                                           | 123.58km2                                            | 1,104人/km2                                          |
| 5                                                    | 石岡市                                               | 68,482 人                                            | 215.53km2                                            | 318人/km2                                            |
| 6                                                    | 結城市                                               | 48,604 人                                            | 65.76km2                                             | 739人/km2                                            |
| 7                                                    | 龍ケ崎市                                             | 74,318 人                                            | 78.59km2                                             | 946人/km2                                            |
| 8                                                    | 下妻市                                               | 41,123 人                                            | 80.88km2                                             | 508人/km2                                            |
| 9                                                    | 常総市                                               | 58,306 人                                            | 123.64km2                                            | 472人/km2                                            |
| 10                                                   | 常陸太田市                                           | 44,077 人                                            | 371.99km2                                            | 118人/km2                                            |
| 11                                                   | 高萩市                                               | 25,107 人                                            | 193.55km2                                            | 130人/km2                                            |
| 12                                                   | 北茨城市                                             | 38,606 人                                            | 186.79km2                                            | 207人/km2                                            |
| 13                                                   | 笠間市                                               | 70,312 人                                            | 240.40km2                                            | 292人/km2                                            |
| 14                                                   | 取手市                                               | 103,325 人                                           | 69.94km2                                             | 1,477人/km2                                          |
| 15                                                   | 牛久市                                               | 83,256 人                                            | 58.92km2                                             | 1,413人/km2                                          |
| 16                                                   | つくば市                                             | 262,006 人                                           | 283.72km2                                            | 923人/km2                                            |
| 17                                                   | ひたちなか市                                         | 152,289 人                                           | 101.02km2                                            | 1,508人/km2                                          |
| 18                                                   | 鹿嶋市                                               | 64,082 人                                            | 106.04km2                                            | 604人/km2                                            |
| 19                                                   | 潮来市                                               | 25,741 人                                            | 71.40km2                                             | 361人/km2                                            |
| 20                                                   | 守谷市                                               | 70,051 人                                            | 35.71km2                                             | 1,962人/km2                                          |
| 21                                                   | 常陸大宮市                                           | 36,080 人                                            | 348.45km2                                            | 104人/km2                                            |
| 22                                                   | 那珂市                                               | 51,828 人                                            | 97.82km2                                             | 530人/km2                                            |
| 23                                                   | 筑西市                                               | 96,545 人                                            | 205.30km2                                            | 470人/km2                                            |
| 24                                                   | 坂東市                                               | 50,506 人                                            | 123.03km2                                            | 411人/km2                                            |
| 25                                                   | 稲敷市                                               | 35,663 人                                            | 205.81km2                                            | 173人/km2                                            |
| 26                                                   | かすみがうら市                                       | 38,308 人                                            | 156.60km2                                            | 245人/km2                                            |
| 27                                                   | 桜川市                                               | 35,612 人                                            | 180.06km2                                            | 198人/km2                                            |
| 28                                                   | 神栖市                                               | 93,341 人                                            | 146.97km2                                            | 635人/km2                                            |
| 29                                                   | 行方市                                               | 29,411 人                                            | 222.48km2                                            | 132人/km2                                            |
| 30                                                   | 鉾田市                                               | 43,717 人                                            | 207.60km2                                            | 211人/km2                                            |
| 31                                                   | つくばみらい市                                       | 51,538 人                                            | 79.16km2                                             | 651人/km2                                            |
| 32                                                   | 小美玉市                                             | 46,568 人                                            | 144.74km2                                            | 322人/km2                                            |
| 33                                                   | 茨城町                                               | 29,667 人                                            | 121.58km2                                            | 244人/km2                                            |
| 34                                                   | 大洗町                                               | 14,550 人                                            | 23.89km2                                             | 609人/km2                                            |
| 35                                                   | 城里町                                               | 16,538 人                                            | 161.80km2                                            | 102人/km2                                            |
| 36                                                   | 東海村                                               | 37,560 人                                            | 38.01km2                                             | 988人/km2                                            |
| 37                                                   | 大子町                                               | 13,592 人                                            | 325.76km2                                            | 42人/km2                                             |
| 38                                                   | 美浦村                                               | 13,536 人                                            | 66.61km2                                             | 203人/km2                                            |
| 39                                                   | 阿見町                                               | 50,564 人                                            | 71.40km2                                             | 708人/km2                                            |
| 40                                                   | 河内町                                               | 7,261 人                                             | 44.30km2                                             | 164人/km2                                            |
| 41                                                   | 八千代町                                             | 20,215 人                                            | 58.99km2                                             | 343人/km2                                            |
| 42                                                   | 五霞町                                               | 7,511 人                                             | 23.11km2                                             | 325人/km2                                            |
| 43                                                   | 境町                                                 | 23,874 人                                            | 46.59km2                                             | 512人/km2                                            |
| 44                                                   | 利根町                                               | 15,145 人                                            | 24.86km2                                             | 609人/km2                                            |

### 地域別人口推移
（出典：）
|                    | 県北地域 | 県央地域 | 県南地域  | 鹿行地域 | 県西地域 |
| ------------------ | -------- | -------- | --------- | -------- | -------- |
| 1975年（昭和50年） | 429,748  | 583,786  | 590,877   | 227,280  | 510,507  |
| 1980年（昭和55年） | 434,963  | 631,699  | 711,529   | 238,185  | 541,631  |
| 1985年（昭和60年） | 440,843  | 667,096  | 795,942   | 251,008  | 570,116  |
| 1990年（平成2年）  | 437,977  | 688,592  | 869,449   | 260,664  | 588,700  |
| 1995年（平成7年）  | 436,672  | 706,040  | 939,973   | 269,218  | 603,627  |
| 2000年（平成12年） | 427,599  | 716,661  | 968,296   | 274,237  | 598,883  |
| 2005年（平成17年） | 411,508  | 718,365  | 977,236   | 278,915  | 589,143  |
| 2010年（平成22年） | 392,673  | 723,508  | 1,000,060 | 279,189  | 574,340  |
| 2015年（平成27年） | 372,038  | 715,718  | 1,000,720 | 274,568  | 553,932  |
| 2020年（令和2年）  | 347,613  | 705,915  | 1,006,531 | 268,146  | 538,804  |

## 政治

### 県政

#### 知事
- 大井川和彦（2017年9月26日〜、公選 第19代、1期目）
  - 戦後の大井川までの公選知事は5人と、石川県（4人）に次いで少ない。

#### 県議会
- 定数：62人[116]
- 任期満了日：2027年（令和9年）1月7日[117]

会派別議員数（2024年6月10日現在）
- 議長：半村登（いばらき自民党）
- 副議長：西野一（いばらき自民党）

| 会派名           | 人数                |
| ---------------- | ------------------- |
| いばらき自民党   | 40                  |
| 公明党           | 4                   |
| 国民民主党       | 4                   |
| 無所属           | 4                   |
| 茨城無所属の会   | 3                   |
| 立憲いばらき     | 2                   |
| 日本共産党       | 1                   |
| 日本維新の会     | 1                   |
| 市民ネットワーク | 1                   |
| 欠員             | 2（取手市・牛久市） |

常任・特別委員会
（出典：）
- 総務企画委員会（定数11人）
- 防災環境産業委員会（定数10人）
- 保健福祉医療委員会（定数11人）
- 営業戦略農林水産委員会（定数10人）
- 土木企業立地推進委員会（定数10人）
- 文教警察委員会（定数10人）
- 予算特別委員会
- 決算特別委員会
- 調査特別委員会
- 議院運営委員会

茨城県議会議員選挙は、統一地方選挙では実施されない数少ない都県の一つ（他は岩手県議会、宮城県議会、福島県議会、東京都議会、沖縄県議会）である。これは1966年（昭和41年）、県議会議長ポストをめぐって汚職事件が発生したことにより（茨城県議会黒い霧事件）、同年12月21日に茨城県議会が解散したことによる。

#### 財政

##### 平成16年度
- 財政力指数 0.53
  - Iグループ（財政力指数0.5以上、1.0未満）8自治体中7位

##### 平成17年度
- 財政力指数 0.55
  - Iグループ（財政力指数0.5以上、1.0未満）10自治体中7位

##### 平成18年度
- 財政力指数 0.60
  - Iグループ（財政力指数0.5以上、1.0未満）16自治体中7位

##### 平成19年度
- 財政力指数 0.64
  - Iグループ（財政力指数0.5以上、1.0未満）17自治体中6位

令和3年度
- 財政力指数 0.63（全国8位）[120]

### 国政

#### 衆議院
- 茨城県第1区 - 福島伸享
- 茨城県第2区 - 額賀福志郎
- 茨城県第3区 - 葉梨康弘
- 茨城県第4区 - 梶山弘志
- 茨城県第5区 - 浅野哲
- 茨城県第6区 - 青山大人
- 茨城県第7区 - 中村勇太

#### 参議院
茨城県選挙区（定数4）
- 2022年改選 
  - 加藤明良
堂込麻紀子
- 2025年改選
  - 上月良祐
櫻井祥子

### 投票率
県全体では、国政選挙・県政選挙ともに投票率が低い傾向があり、参議院議員通常選挙をとってみると、2016年参院選が50.77%で47都道府県中41位、2019年参院選が45.02%で41位、2022年参院選が47.22％で43位となっている。知事選挙では、2001年9月16日の選挙において29.93%となった。衆議院議員総選挙でも年々下がり続け50%台で推移、県議選も2002年は40%台まで落ち込み、2022年には38.54%となっており、20代前半では17.25％となった。
県内の選挙管理委員会では、高等学校における移動期日前投票所や特設サイトの開設、SNSでの発信、主権者教育といった取り組みを行っている。一方で、投票所における投票終了時刻の繰り上げ率が高い。つくば市では、インターネット投票の実証実験が行われている。

## 経済・産業

### 県内の主要企業
ここでは、県内ローカル規模やそれに近い企業以外で、本県に本社を有する企業を記載する。
稲敷市
- ネスレ日本 霞ヶ浦工場[131]

小美玉市
- タカノフーズ

古河市
- トモヱ乳業

常総市
- 菓道
- リスカ

つくば市
- カスミ
- ワンダーコーポレーション
- ライトオン

土浦市
- 関東鉄道
- ジョイフル本田
- 筑波銀行
- 中川ヒューム管工業
- ジャパンミート

水戸市
- 茨城交通
- ケーズホールディングス
- ジョイフル山新
- 常陽銀行

結城郡八千代町
- ヤマダイ

また、日立市・ひたちなか市に日立グループの企業の工場が数多くあり、鹿島臨海工業地帯を形成する鹿嶋市・神栖市は鉄鋼、石油化学を中心に工場が置かれている。石岡市、鹿嶋市、かすみがうら市、つくば市、土浦市、日立市、ひたちなか市などに大手製造業の研究拠点が多く存在する。

### 農業
大和政権期に大国といわれ、『常陸国風土記』では「常世の国」と謳われたように、日本屈指の農業地帯である。農業産出額は、北海道、鹿児島県に次いで第3位で日本有数の農業県である。県土の大半を平地が占め、その多くが農地であることから、森林率では31%と大阪府に次いで全国で2番目に低い。
農業産出額は1975年から1993年まで全国2位であり、翌年から減少傾向が続き順位を下げたが、その後は上昇または横ばいと回復基調となり、2008年に15年ぶりに北海道に次いで全国2位となった。2017年には鹿児島県に抜かれ、9年ぶりに全国3位となった。野菜の産出額は減少したものの農業産出額全体は前年を上回っている。
農産物別にみるとサツマイモやレンコンの全国シェア率が高い。特にレンコンの収穫量は全国的に減少傾向にあるが唯一茨城県のみ増加傾向にあり、全国シェアは1990年度ごろまでは25%前後で推移していたが、2020年度の統計では52%を占めている。2006年度の市町村別の統計では1位・土浦市、2位・かすみがうら市、5位・行方市、7位・小美玉市、9位・稲敷市と茨城県内の市町村が上位10市町村の半分を占めていた。2018年の東京都中央卸売市場での茨城県産青果物取扱高は567億円で、15年連続で全国1位。
一方で海外への輸出は皆無であったことや、ブランド化されていないため価格で不利な面があった。2014年に日本貿易振興機構の事務所が開設されたことを機に、海外バイヤーを招いた商談会などの売り込みが活発化し、輸出量が大幅に伸びた。
野菜
- カボチャ（稲敷市ほか）[140]
- キュウリ（常総市ほか）[140]
- こんにゃく（大子町）[140]
- サツマイモ（鉾田市、行方市）[140]
- セリ（行方市）[140]
- 茶（大子町ほか）[140]
- トマト（鉾田市ほか）[140]
- ニラ（小美玉市ほか）[140]
- ニンジン（鉾田市、茨城町）[140]
- ネギ（坂東市ほか）[140]
- 白菜（八千代町ほか）[140]
- ピーマン（神栖市）[140]
- ホウレンソウ（境町ほか）[140]
- マッシュルーム（美浦村、稲敷市）[140]
- ミツバ（鉾田市ほか）[140]
- 落花生（牛久市ほか）[140]
- エシャレット[注釈 16]（行方市）[140]
- レタス（坂東市ほか）[140]
- 蓮根（土浦市ほか）[140]

果実
- こだますいか（筑西市、桜川市）[140]
- メロン（鉾田市ほか）[140]
- 梨（かすみがうら市ほか）[140]
- 大玉すいか（牛久市、阿見町）[140]
- イチゴ（鉾田市ほか）[140]
- 栗（かすみがうら市ほか）[140]
- ブドウ（常陸太田市ほか）[140]
- リンゴ（大子町ほか）

穀物
- 米（県内全域）[140]
- 蕎麦（常陸太田市ほか）[140]

畜産物
- 奥久慈軍鶏（県北山間地域）[140]
- 鶏卵（県内全域）[140]
- 常陸牛（県内全域）[140]
- ローズポーク（県内全域）[140]
- 常陸の輝き（豚肉　県内全域）

林産物
- しいたけ（城里町ほか）[140]
- まいたけ（城里町ほか）[140]
- わさび（大子町、高萩市）[140]

その他の農産物
- 芝（つくば市ほか）

### 水産業
- 鮎
- アンコウ（北茨城市、日立市）[140]
- カツオ（ひたちなか市）[140]
- シジミ（茨城町、神栖市）[140]
- 鹿島灘はまぐり（鹿島灘）[140]
- ヒラメ（常磐沖全県）[140]
- ワカサギ（霞ヶ浦（西浦、北浦））[140]

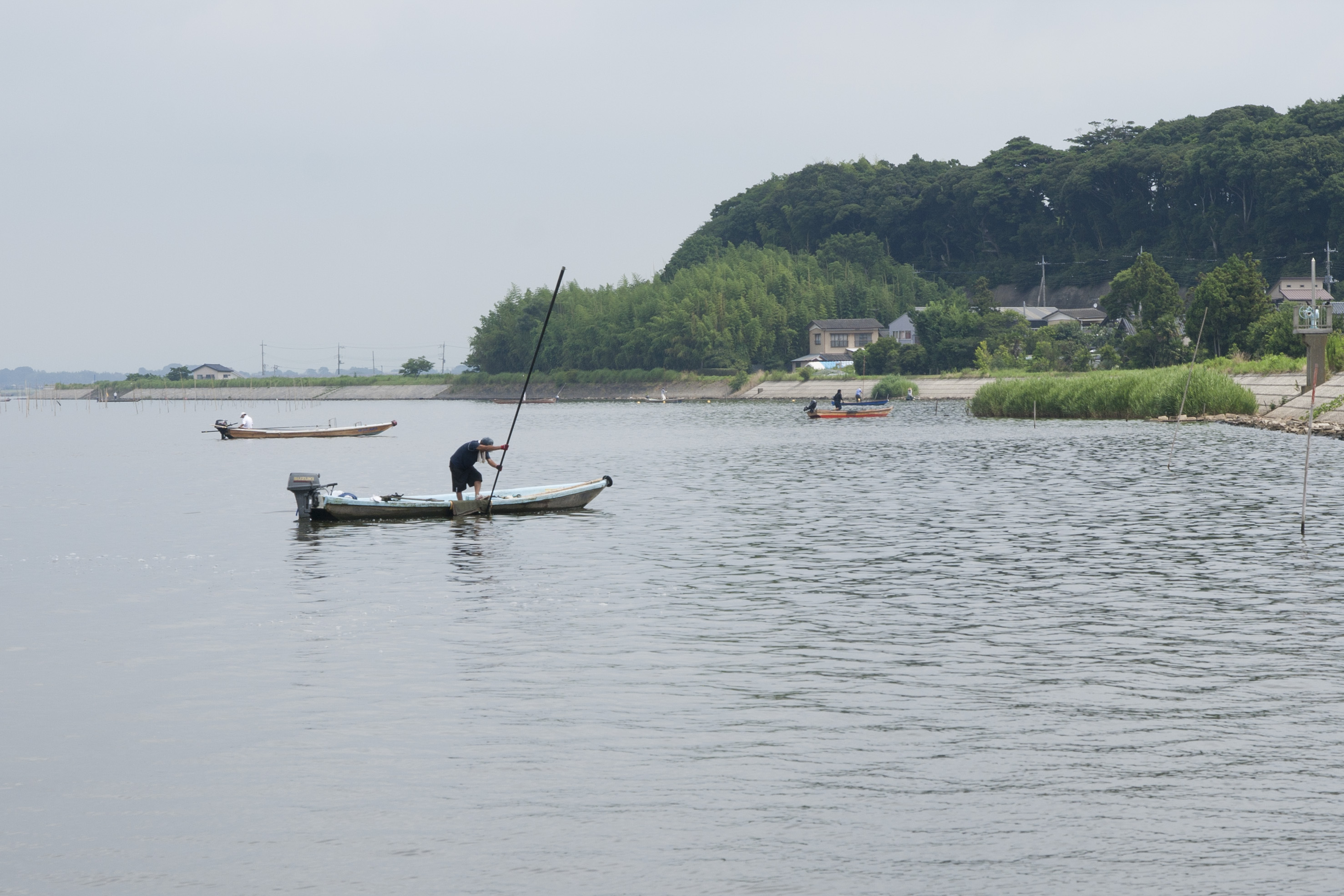
涸沼のシジミ漁（大洗町）

長年有名だった霞ヶ浦の鯉は、2003年10月のコイヘルペスウイルス騒動で養殖が休業状態になっていたが、2009年4月に県の養殖自粛要請が解除され、養殖が再開されることになった。
茨城県の沖合は暖流の黒潮（日本海流）と寒流の親潮（千島海流）の合流地域で、漁場として最適地域である。沖合漁業と沿岸漁業が盛んである。

### その他生産品目
食品系
- つぼ焼き（那珂市）
- 納豆（県内全域）[140]
- 日本酒（日本酒の銘柄一覧#茨城県も参照）
- 梅酒
- 干しいも（ひたちなか市、東海村）[140]
- 干し納豆
- 水戸の梅（水戸市）
- 吉原殿中（水戸市）
- ワイン（シャトーカミヤ。牛久市/常陸ワイン）
- ビール（取手市のキリンビールや守谷市のアサヒビールなど大手ビールメーカーの工場があり、生成量は日本一）

非食品系
- 笠間焼
- がまの油（つくば市）
- 淡水真珠
- 結城紬

## 生活・交通

### 警察
- 茨城県警察

### 交通

#### 空港
- 茨城空港

#### 鉄道
関東地方の中では唯一、大手私鉄会社の路線が無い。かつては県の西端を東武鉄道日光線が通っていたが、開通3年後の1932年（昭和7年）に該当部分は埼玉県に編入された。小田急電鉄の車両が取手駅に乗り入れて来るようになった2016年までは、東京メトロ以外の大手私鉄車両の県内への乗り入れも無かった。地下鉄路線がない都道府県で地下鉄車両が乗り入れるのは他に奈良県だけである。
関東地方の電化鉄道路線は、新幹線など一部例外を除き直流電化が採用されているが、茨城県では石岡市にある気象庁地磁気観測所での地磁気観測の悪影響の関係から、大半の電化路線で交流電化が採用されている。県内の現存の電化路線で直流電化を採用しているのは、常磐線（取手以南）、鹿島線、東北本線（宇都宮線）、つくばエクスプレス（守谷以南）のみである。JR水郡線、鹿島臨海鉄道大洗鹿島線、鹿島臨海鉄道鹿島臨港線、関東鉄道常総線、関東鉄道竜ヶ崎線、真岡鐵道真岡線、ひたちなか海浜鉄道湊線の各線は非電化である。
県は2023年6月に、つくばエクスプレスの県内延伸構想について、土浦方面の延伸を目指すことを決定した。2025年5月には事業計画素案をまとめた上で、費用便益費が1.0を上回るとした。
県内の一部を東北新幹線が走行しているが新幹線駅は存在しない。日本国内において、新幹線の路線が存在しながらも駅が存在しない唯一の都道府県でもある。
- 東日本旅客鉄道（JR東日本）
  - 東北新幹線（線路のみ）[注釈 17]
  - 東北本線
    - 宇都宮線[注釈 18]

  - 常磐線
    - 常磐快速線[注釈 19]
    - 常磐緩行線[注釈 19]

  - 水郡線
  - 水戸線
  - 鹿島線
- 鹿島臨海鉄道
  - 大洗鹿島線
  - 鹿島臨港線（貨物線）
- 関東鉄道
  - 常総線
  - 竜ヶ崎線
- 首都圏新都市鉄道
  - つくばエクスプレス（TX）
- ひたちなか海浜鉄道
  - 湊線
- 真岡鐵道
  - 真岡線
- 筑波観光鉄道
  - 筑波山鋼索鉄道線（筑波山ケーブルカー）
  - 筑波山ロープウェイ

#### 路線バス
- 茨城交通（水戸市、ひたちなか市、笠間市、日立市など）
- 関東鉄道（水戸市、土浦市、つくば市、鹿嶋市など）
- ジェイアールバス関東（土浦市、古河市など）
- 茨城急行自動車（古河市など）
- 朝日自動車（古河市など）
- 大利根交通自動車（取手市など）
- 椎名観光バス（高萩市など）
- 昭和観光自動車（坂東市、岩井市など）

#### 道路
高速道路
- 常磐自動車道
- 東関東自動車道
- 北関東自動車道
- 首都圏中央連絡自動車道（圏央道）

有料道路
- 下総利根大橋有料道路
- 東水戸道路
- 常陸那珂有料道路
- 日立有料道路
- 水海道有料道路
- 若草大橋有料道路

国道
- 国道4号
- 国道6号
- 国道50号
- 国道51号
- 国道118号
- 国道123号
- 国道124号
- 国道125号
- 国道245号
- 国道293号
- 国道294号
- 国道349号
- 国道354号
- 国道355号
- 国道400号
- 国道408号
- 国道461号

県道
（→茨城県の県道一覧）

#### 港湾
- 茨城港（中核国際港湾、重要港湾）
  - 日立港区
  - 常陸那珂港区
  - 大洗港区
- 鹿島港（重要港湾）

#### フェリー
- 商船三井フェリー（茨城港大洗港区〜苫小牧港）

### 医療・福祉
災害拠点病院
- 茨城県災害拠点病院

保育所
- 茨城県保育所一覧

### 教育
大学
- 国立（5校）
  - 茨城大学（水戸市・阿見町・日立市）
  - 筑波大学（つくば市）
  - 筑波技術大学（つくば市）
  - 東京芸術大学取手キャンパス（取手市）
  - 総合研究大学院大学つくばキャンパス (つくば市)
- 公立（1校）
  - 茨城県立医療大学（阿見町）
- 私立（7校）
  - 茨城キリスト教大学（日立市）
  - 日本国際学園大学（つくば市）
  - つくば国際大学（土浦市）
  - 常磐大学（水戸市）
  - 流通経済大学（龍ケ崎市）
  - 日本ウェルネススポーツ大学（利根町）
  - アール医療専門職大学（土浦市）

短期大学
- 私立（4校）
  - 茨城女子短期大学（那珂市）
  - つくば国際短期大学（土浦市）
  - 常磐短期大学（水戸市）
  - 水戸短期大学（水戸市）

通信制大学
- 私立（1校）
  - 放送大学 茨城学習センター（水戸市）

高等専門学校
- 独立行政法人国立高等専門学校機構
  - 茨城工業高等専門学校（ひたちなか市）

専修学校
特別支援学校
高等学校
中学校
小学校
学校教育以外の施設
- 公立（1校）
  - 茨城県立産業技術短期大学校（水戸市）（職業能力開発促進法に基づく職業能力開発短期大学校）

### マスメディア

#### テレビ局
- NHK水戸放送局 - 2004年10月1日から、地上デジタル放送による県域放送（NHK水戸総合テレビジョン／JOEP-DTV）が実施されている。NHK筑波中継局エリア外の南西部を除いて受信可能であったが、2011年9月5日に筑波中継局が無指向性化され、県内のほぼ全域で県域放送が受信可能となった[147]。
- 全域がNHK放送センターのEテレ（NHK教育/JOAB-DTV）と関東1都6県共通の民放キー局（日本テレビ・テレビ朝日・TBS・テレビ東京・フジテレビ）の放送対象地域となっている。また、県南、県西地域は東京スカイツリーの放送エリアのめやすとなり[148]、NHK東京総合テレビジョン（JOAK-DTV）の視聴が可能である。県域民放テレビ局は県内に存在しない（後述）が、2012年10月1日にインターネットテレビのいばキラTVを開局した。
- 地域により異なるが、チバテレ[149]・テレ玉[150]・TOKYO MX[151]・とちテレ[152]など近隣都県の都県域放送局が放送エリアとCATV配信のめやすとなる。茨城新聞・常陽新聞の県域2紙をはじめ、茨城県向けの新聞の番組表には、県南・鹿行・県西エリアの大部分と県央の一部地域が放送エリアに含まれるチバテレ、県西を中心に視聴できるとされるテレ玉・とちテレの番組が収録されている。TOKYO MXは東京スカイツリーからの放送開始で公式サイトの受信エリアのめやすに県南（つくば市）・県西（古河市）なども新たに追加された[151]。チバテレでは県内公立高校入試の解答速報などを制作・放送しており、直接視聴ができない地域の受験者向けに当日中のYouTube配信も行っている[153]（千葉テレビ放送#茨城県との関連を参照）。テレ玉では2013年・2021年に茨城県で開催された秋季関東地区高等学校野球大会のダイジェスト番組を制作し、チバテレ・とちテレ・群馬テレビ・tvk（5いっしょ3ちゃんねる加盟局）に同時ネットした[154][155]。茨城県は2019年6月に隣県の地方局が茨城県内でも視聴できるように県域放送制度の緩和や放送エリアの拡大を総務省に要望している[156]。

#### ラジオ局
AM
- LuckyFM茨城放送（放送免許上では中波放送1197kHzが親局）radikoでは2021年7月1日正午より、関東地方の1都6県で聴取可能になった（事実上の広域放送化）[注釈 20]。

上記の県域放送に加え広域放送（東京局）のTBSラジオ、文化放送、ニッポン放送の放送対象地域となっている。
FM
- NHK水戸放送局（FM放送で県域放送を実施、中波ラジオは関東広域圏放送として東京のNHK放送センターより配信）

県内に本拠地を置く県域民放FM局は存在しないが、LuckyFM茨城放送がFM補完中継局を設置している。
また、県内が受信エリアに含まれる民放FM局は以下の通り。
- BAYFM[157]
- TOKYO FM[158]
- J-WAVE
- interfm
- FMヨコハマ[159]
- NACK5[160]
- FM FUJI
- RADIO BERRY[161]
- FM GUNMA
- ふくしまFM

コミュニティ放送
- FMぱるるん（水戸市）
- FMかしま（鹿嶋市）
- ラヂオつくば（つくば市）
- FMひたち（日立市）
- FMだいご（大子町）
- FMうしくうれしく放送（牛久市）

閉局したコミュニティ放送
- たかはぎFM（高萩市）2025年3月31日

また、国際放送のNHKワールド・ラジオ日本の送信所が県内にある。

#### 県域民放テレビ局・FM局構想
かつては民放テレビ局、民放FM局開局の動きがあったが、いずれも開局には至っていない。2024年現在、茨城県は民放テレビ局とFM局（親局）のどちらも存在しない唯一の都道府県である。2011年3月11日に発生した東日本大震災で県内の被災状况がなかなかテレビで報道されなかった理由は、県内に民放テレビ局が存在しないことが理由だと指摘する著名人の訴えがあった。LuckyFM茨城放送は2019年11月、資本構成が変わったのを機に再度テレビ放送への進出を検討している。
1979年10月7日から2011年3月27日まではフジテレビの放送枠（日曜朝）にて県広報番組である『おはよう茨城』が放送されていた。同番組終了後、2011年4月22日よりテレビ朝日の『散歩シリーズ』の番組内（金曜日）にて県のインフォマーシャル（『磯山さやかの旬刊!いばらき』→『カミナリの「たくみにまなぶ」〜そういえば茨城ばっかだな!〜』）が放送されている（2分版・30秒版の2回）。

#### ケーブルテレビ局
（茨城県のケーブルテレビ局を参照）

#### 新聞
全国紙
- 読売新聞
- 朝日新聞
- 毎日新聞
- 日本経済新聞
- 産経新聞

地方紙
- 茨城新聞（本社 水戸）
- 常陽新聞（本社 つくば）
- 東京新聞（ブロック紙）

かつては、新いばらき（水戸）が存在した。

## 忘れられた被災地
2011年（平成23年）3月11日午後2時46分に発生した東日本大震災では、岩手・宮城・福島3県の被害が甚大だったが、茨城県が被った被害も大きく県内多くの地域で最大震度6強の揺れを観測した。さらに午後3時15分には、茨城県沖を震源とするM7.4の地震も発生し（鉾田市で震度6強）、県内の被害が拡大した。この結果、死者・行方不明者は66名、住宅の全半壊・一部破損は20万軒以上に上った。また多くの市町村で、液状化現象も認められた。
県内の太平洋沿岸地域は大きな津波を受け、北茨城市の名勝である五浦六角堂が流されて消失した。東海村の日本原子力発電・東海第二原発も最大5.4メートルの津波に襲われた。しかし、6.1mの新防護壁が辛うじて全電源喪失を防ぎ冷温停止にこぎつけた。
こうした甚大な被害を受けた被災県であるにもかかわらず、神栖市では3月14日に計画停電が実施された。当時の茨城県知事 橋本昌が、首相 及び 東京電力に対して強く抗議を申し入れたことで、翌日から計画停電エリアからはようやく除外されたが、茨城県は被災地として忘れられているのではないか、という想いが県民の間に広がった。このため茨城県は、忘れられた被災地とも言われている。
なお、これは茨城県のみならず、千葉県についても該当している。

## 文化・スポーツ

### 方言
茨城県は常陸国と下総国北西部によって形成され、歴史的には東関東方言地域に属する。県南地域の一部・県西地域の大部分は旧・下総国で、明治時代に千葉県より移管された経緯があるが、現在の茨城県内で使われる東関東方言を総称して茨城弁と呼ぶことがある。現在では、関東地方に多く見られる流れとして共通語化が進み、南部を中心に伝統的な方言が衰退し、主に首都圏方言が使われている。また、東京都心からの距離の割に茨城弁が標準語とは大きく異なる方言であることから、近年では伝統的な方言を解さない住民も多い。

### 食文化
郷土料理

### 伝統工芸
経済産業大臣指定伝統的工芸品
- 結城紬（織物、1977年）
- 笠間焼（陶磁器、1992年）
- 真壁石燈籠（石工品・貴石細工、1995年）

伝統工芸品

### スポーツ
Jリーグ
- 鹿島アントラーズ（J1）（鹿嶋市・潮来市・神栖市・行方市・鉾田市）
- 水戸ホーリーホック（J2）（水戸市・日立市・ひたちなか市・那珂市・笠間市・小美玉市・常陸太田市・北茨城市・常陸大宮市・高萩市・茨城町・大洗町・城里町・大子町・東海村）

なでしこリーグ
- つくばFCレディース

ベースボール・チャレンジ・リーグ
- 茨城アストロプラネッツ

社会人野球
- 茨城ゴールデンゴールズ（稲敷市）
- 日本製鉄鹿島硬式野球部（鹿嶋市）
- 日立製作所硬式野球部（日立市）

Bリーグ
- 茨城ロボッツ（水戸市(本拠地)/茨城県全域(ホームタウン)）

バレーボール - Vリーグ
- つくばユナイテッドSun GAIA（男子、つくば市）
- 日立リヴァーレ（女子、ひたちなか市）

プロレス
- 常陸プロレス

## 観光
茨城県は、民間シンクタンクのブランド総合研究所の調査による全国47都道府県の魅力度ランキングで、2013年以来 7年連続で最下位となっている。当該調査は、アンケート回答者の多くが大都市に偏在しており、その回答内容もあくまでも個人の主観によるものであって、各種統計データなどの客観的な数値や指標に基づかない単なるイメージ調査に過ぎないとする向きはあるものの、この結果を受けて県庁は対策として、観光客誘致だけでなく県産品の拡販も兼ねてブランド向上に力を入れており、2018年度に「営業戦略部」を設立している。前後して、都内にあるアンテナショップを改装、公認バーチャルYouTuber「茨ひより」の展開などに取り組んでいる。
一方で、当該ランキングを巡っては、2019年に、令和元年東日本台風（台風19号）による被災に追い打ちをかけるタイミングで魅力度調査 7年連続最下位という結果が判明した際、人的・物的被害が出た中で復旧復興に努める県民感情に鑑みて遺憾であり、調査結果についても県のイメージを著しく毀損するとして知事の大井川和彦が不快感を顕わにし、調査会社側が謝罪する事態も生じている。

### 旧跡・歴史施設など
- 偕楽園（水戸市）
- 弘道館（水戸市）
- 水戸市水道低区配水塔（水戸市）
- 六角堂（北茨城市）
- 石岡第一発電所施設（高萩市・北茨城市）
- 那珂湊反射炉跡（ひたちなか市）
- 西光院（石岡市）
- 小田城跡（つくば市）
- 土浦城跡（土浦市）
- 水戸城跡（水戸市）
- 常磐神社（水戸市）
- 笠間稲荷神社（笠間市）
- 鹿島神宮（鹿嶋市）
- 筑波山神社（つくば市）
- 西山荘（常陸太田市）
- 長勝寺（潮来市）
- 牛久大仏（牛久市）
- シャトーカミヤ旧醸造場施設（牛久市）
- 猿島坂東三十三観音霊場（境町）
- 板橋不動尊（つくばみらい市）
- 横利根閘門（稲敷市）

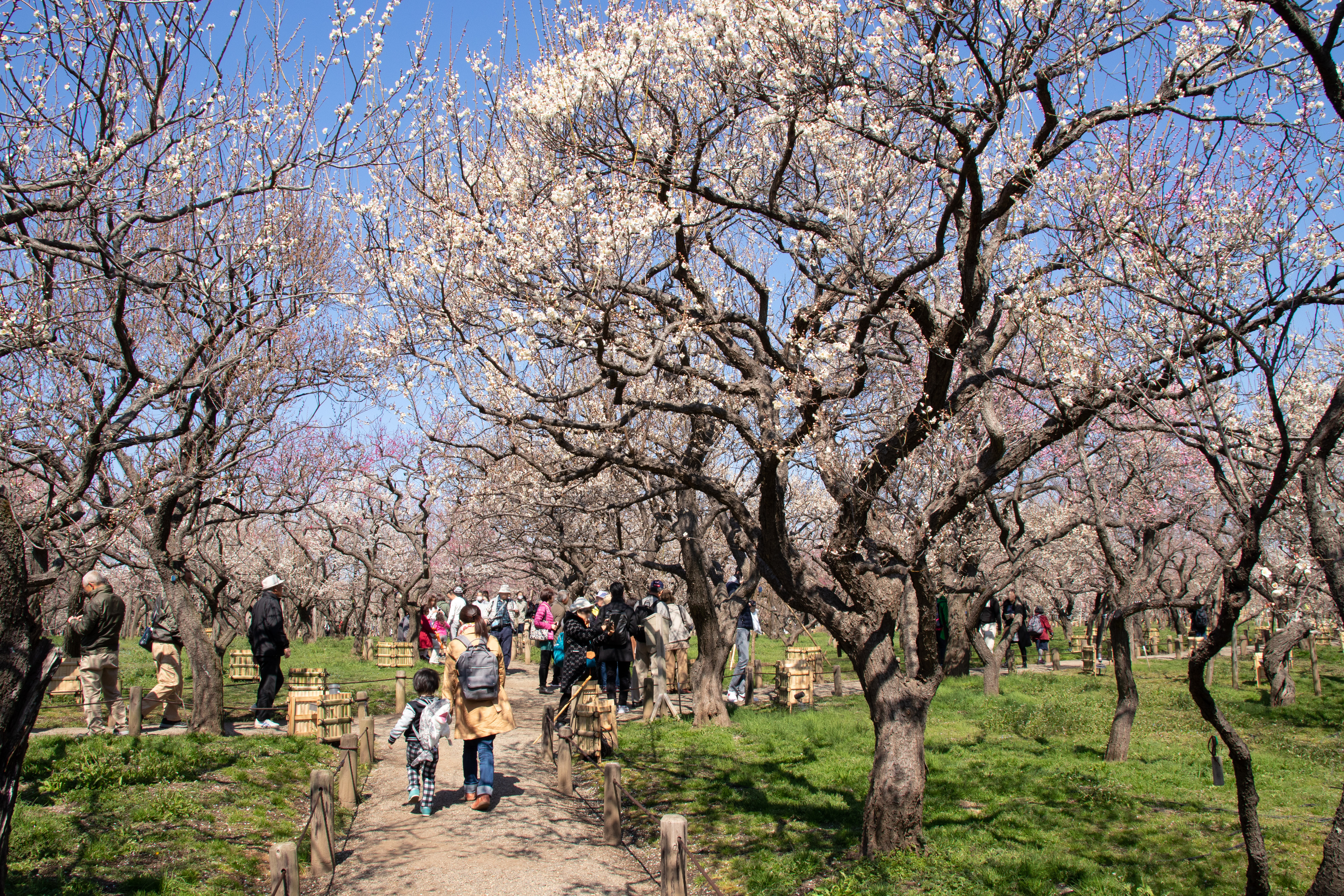
偕楽園・水戸の梅まつり（水戸市）

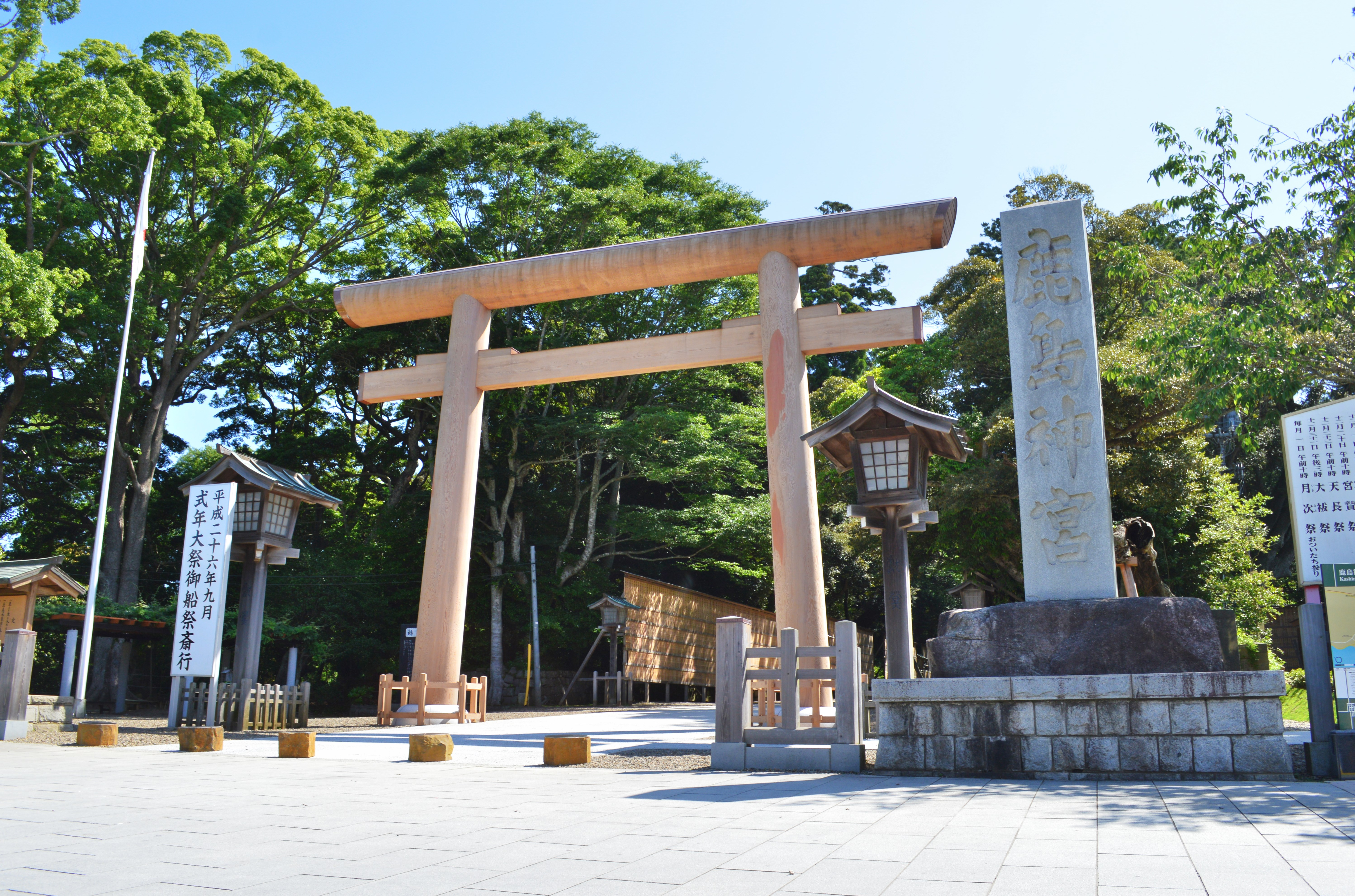
鹿島神宮の大鳥居（鹿嶋市）

- 牛久成田山真浄寺（牛久市） - 不動明王を本尊とする。境内に「縁切り稲荷」がある。

### 自然景勝
- 五浦海岸（北茨城市）

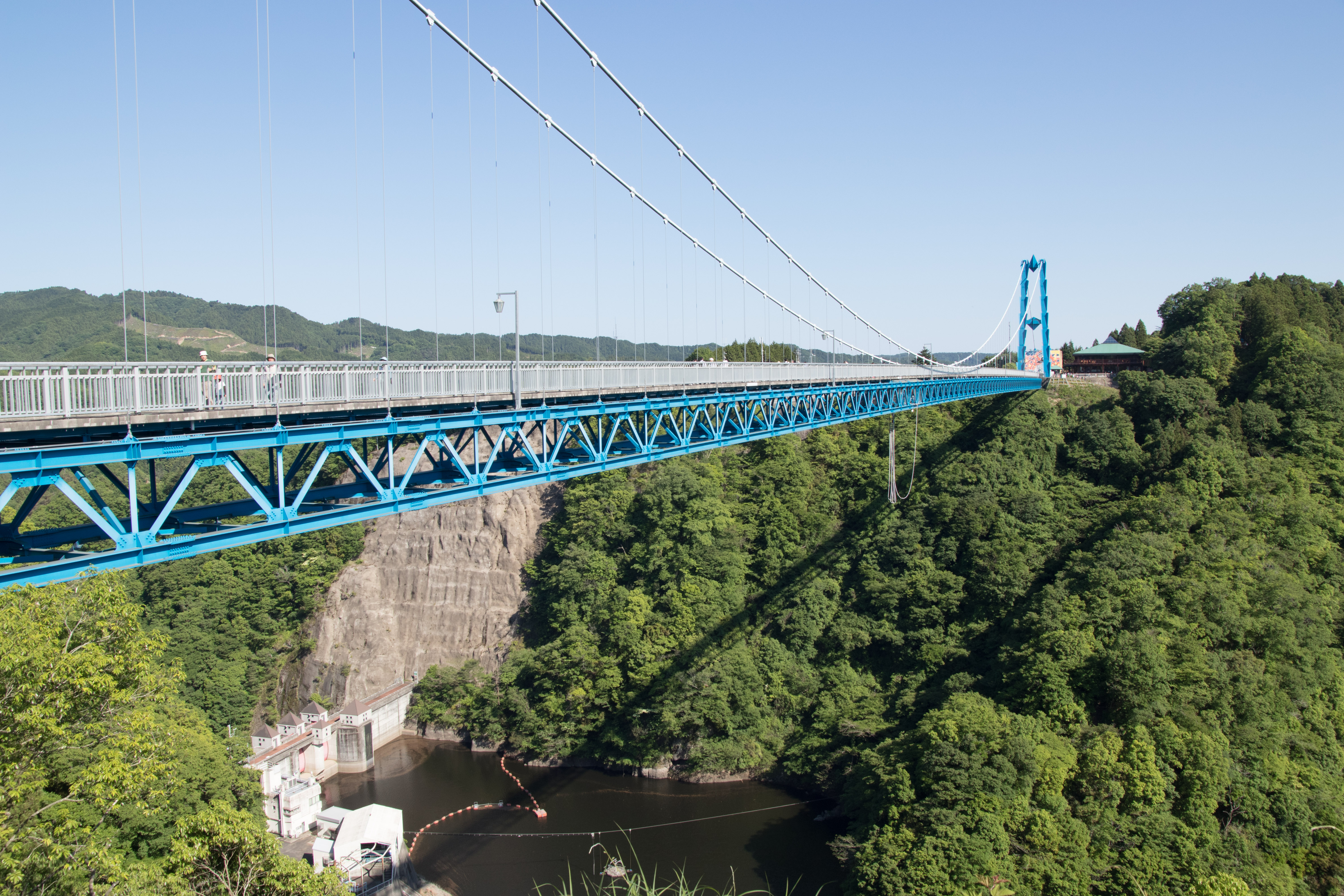
竜神峡・竜神大吊橋（常陸太田市）

- 霞ヶ浦（土浦市・かすみがうら市・潮来市・行方市・鉾田市・石岡市）
- 加波山（桜川市）
- 峰寺山（石岡市）
- 水郷（潮来市）
- 筑波山（つくば市・土浦市・桜川市・石岡市）
- 花園花貫県立自然公園（日立市・高萩市・北茨城市）
- 袋田の滝（大子町）
- 竜神峡（常陸太田市）

### 公園
- 赤塚公園（つくば市）
- 茨城県笠間芸術の森公園（笠間市）
- 茨城県県西総合公園（筑西市）
- 茨城県水郷県民の森（潮来市）

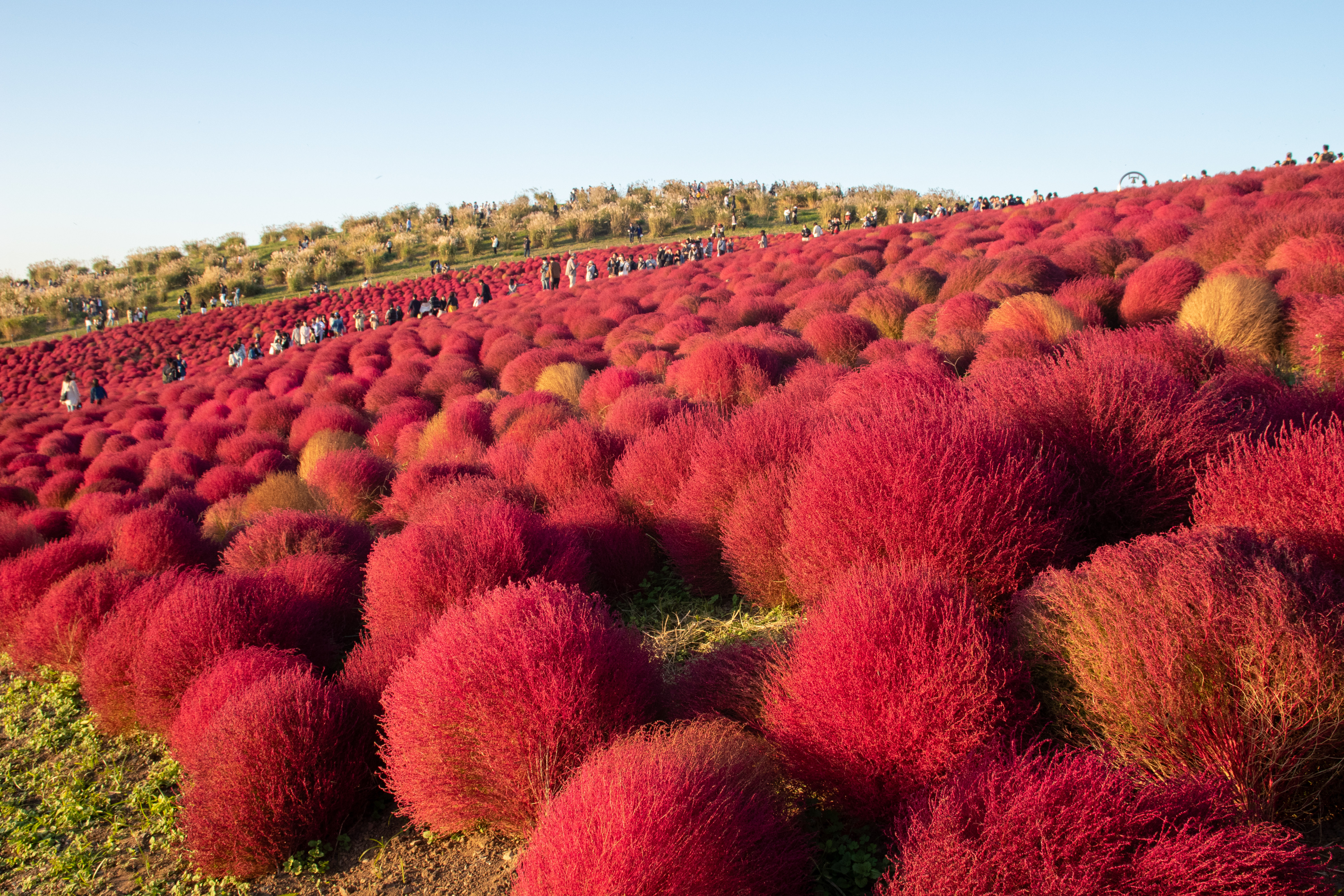
国営ひたち海浜公園・みはらしの丘のコキア畑（ひたちなか市）

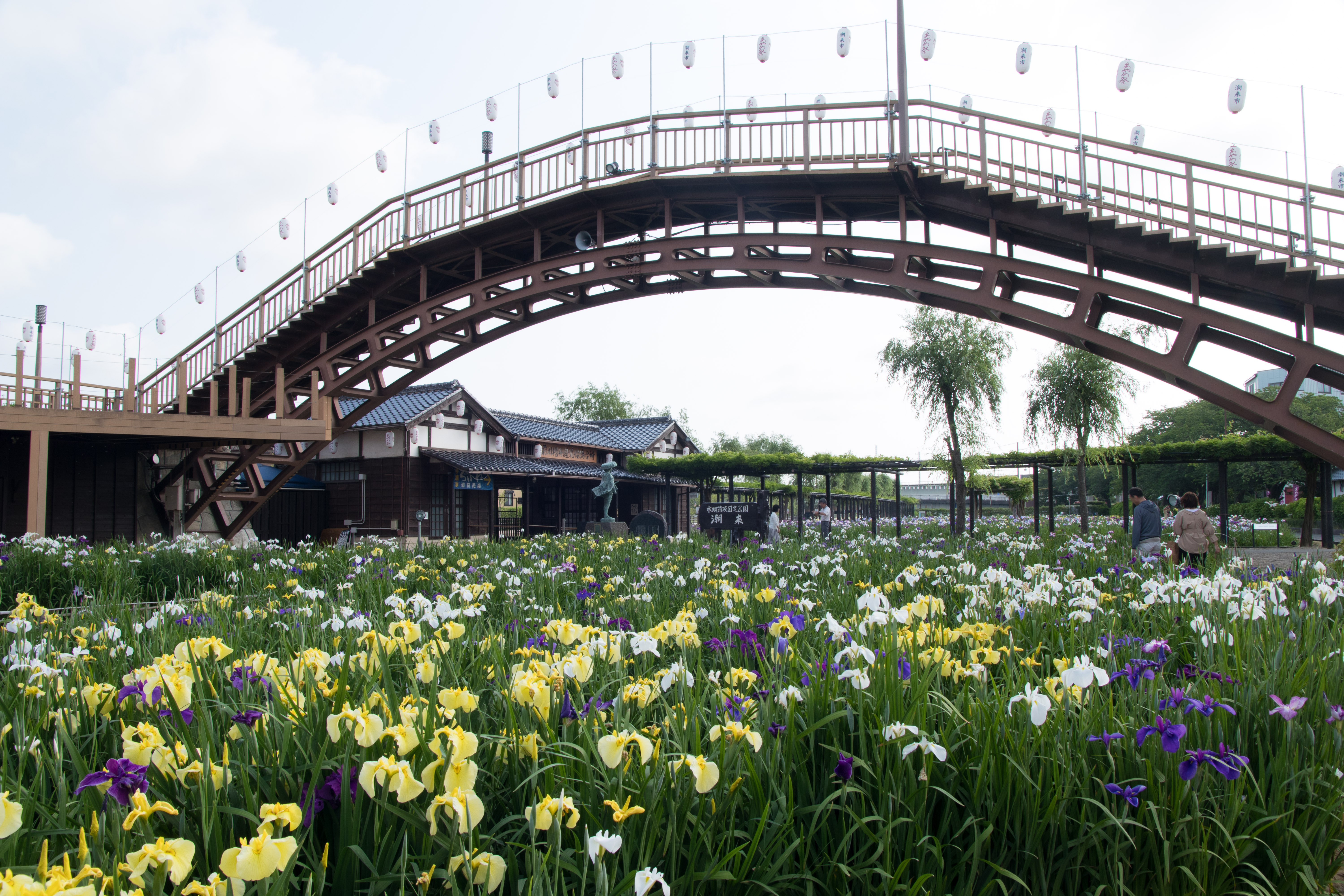
水郷潮来あやめ園（潮来市）

- 茨城県フラワーパーク・ふれあいの森（石岡市）
- 港公園（神栖市）
- 科学万博記念公園（つくば市）
- 国営ひたち海浜公園（ひたちなか市）
- 常総運動公園（守谷市）
- 千波公園（水戸市）
- 涸沼自然公園（茨城町）
- 洞峰公園（つくば市）
- 日立市かみね公園（日立市）
- こもれび森のイバライド（稲敷市）
- 水郷潮来あやめ園（潮来市）
- 霞ヶ浦総合公園（土浦市）

### 博物館・美術館など

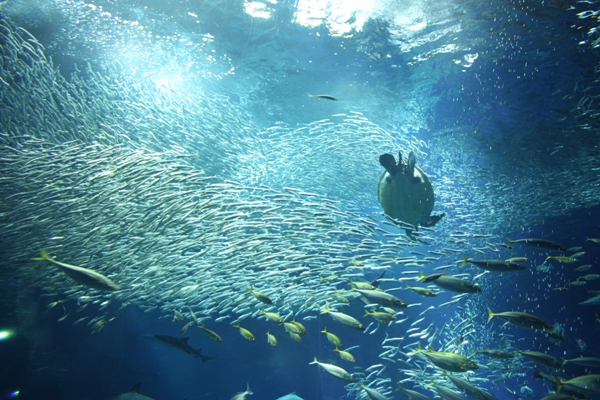
アクアワールド・大洗（大洗町）

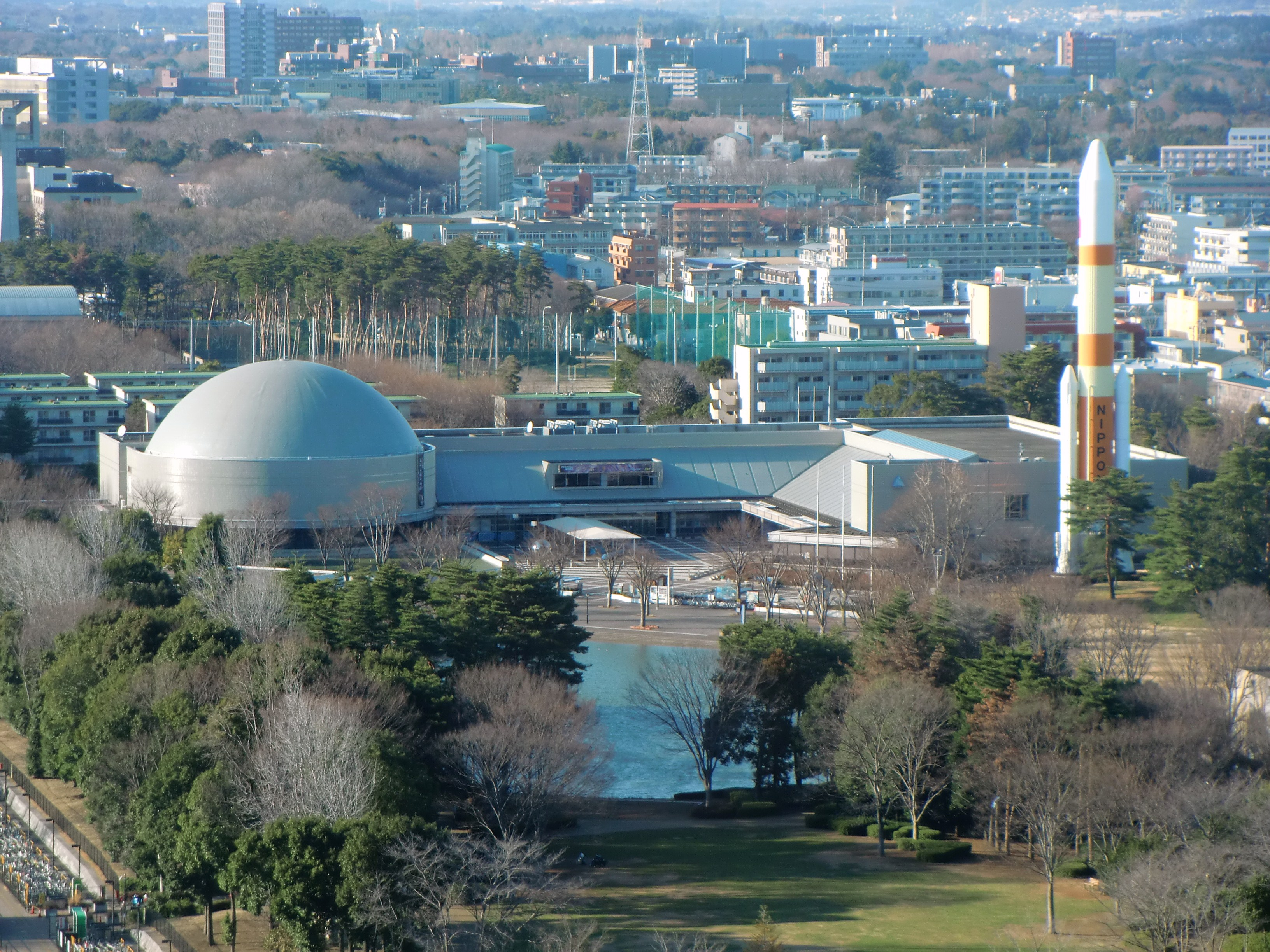
つくばエキスポセンター（つくば市）

- 茨城県近代美術館（水戸市）
- 茨城県立図書館（水戸市）
- 茨城県立点字図書館（水戸市）
- 茨城県立歴史館（水戸市）
- 水戸芸術館（水戸市）
- アクアワールド・大洗（大洗町）
- 茨城県天心記念五浦美術館（北茨城市）
- 吉田正音楽記念館（日立市）
- 日立市郷土博物館（日立市）
- 日立シビックセンター科学館（日立市）
- カシマサッカーミュージアム（鹿嶋市）
- 霞ヶ浦ふれあいランド（行方市）
- 茨城県陶芸美術館（笠間市）
- 笠間日動美術館（笠間市）
- 板谷波山記念館（筑西市）
- しもだて美術館 （筑西市）
- 地図と測量の科学館（つくば市）
- つくばエキスポセンター（つくば市）
- 茨城県つくば美術館（つくば市）
- アーカススタジオ（守谷市）
- ミュージアムパーク茨城県自然博物館（坂東市）
- いのちを語り継ぐ美術館（常総市）

### ホール・コンベンション施設

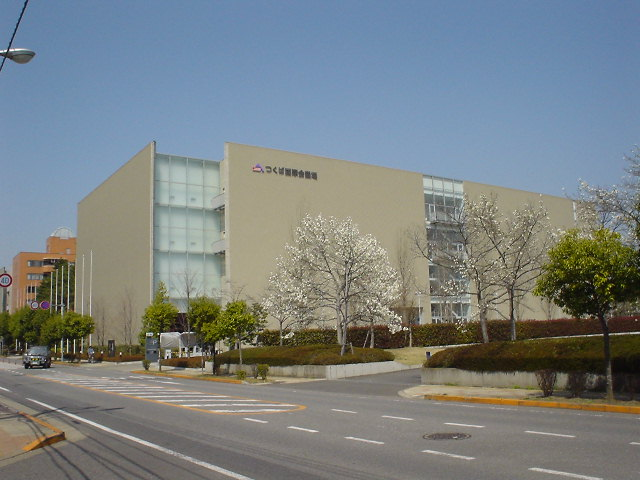
つくば国際会議場

- 日立シビックセンター（日立市）
- 茨城県立県民文化センター（水戸市）
- 水戸市民会館（水戸市）
- つくばカピオ（つくば市）
- つくば国際会議場（つくば市）
- つくば文化会館アルス（つくば市）
- ノバホール（つくば市）
- 土浦市民会館（土浦市）
- 鹿嶋勤労文化会館（鹿嶋市）

### 大型スポーツ施設

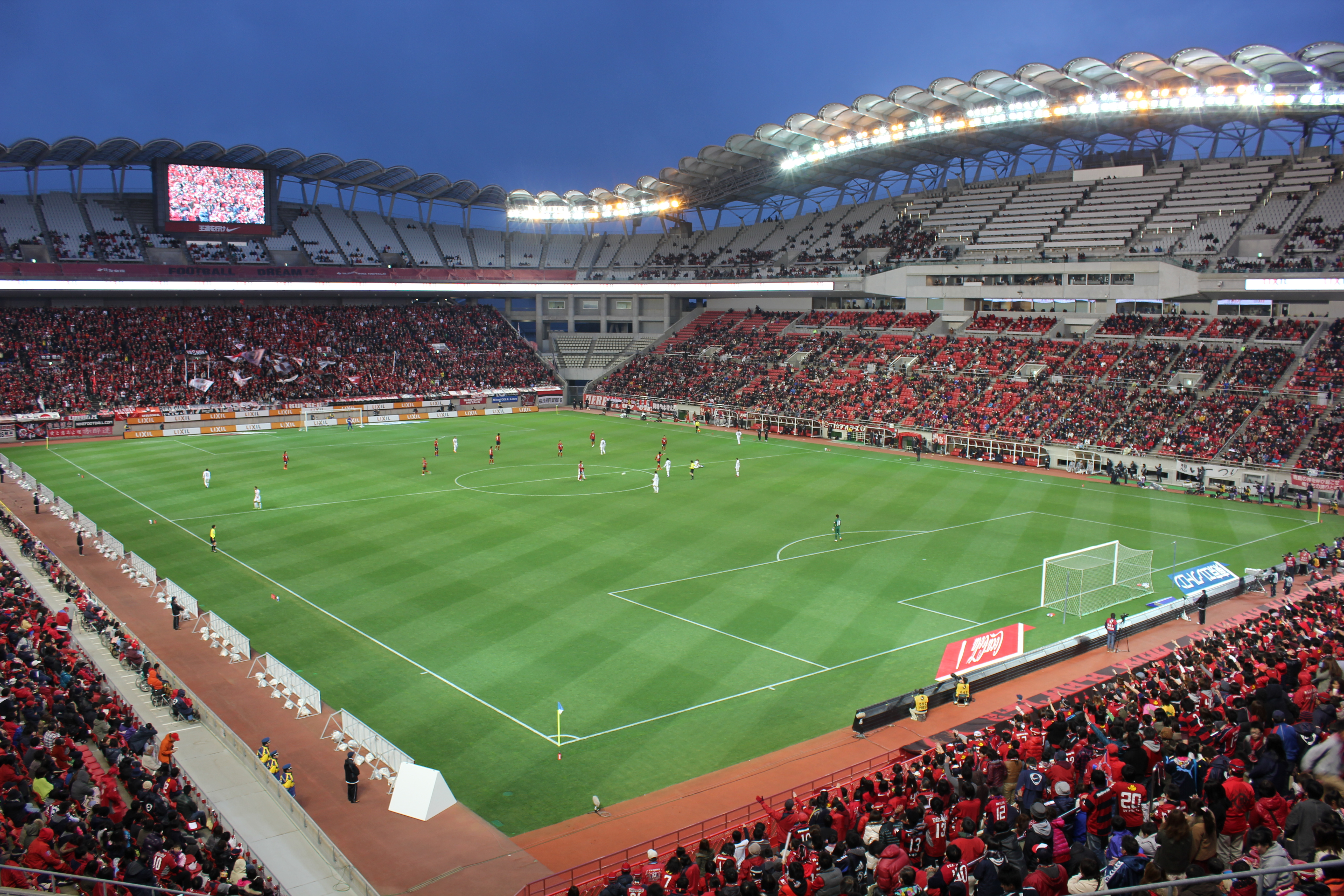
カシマサッカースタジアム

- 茨城県立カシマサッカースタジアム（鹿嶋市） - 鹿島アントラーズのホーム
- ケーズデンキスタジアム水戸（水戸市） - 水戸ホーリーホックのホーム
- 水戸市民球場
- ひたちなか市民球場
- 笠松運動公園（ひたちなか市・那珂市・東海村）
- ひたちなか市総合運動公園（ひたちなか市）
- 日立市民運動公園（日立市市民運動公園）（日立市）
- 筑波サーキット（下妻市）
- 取手競輪場（取手市）
- 日本中央競馬会 美浦トレーニングセンター（美浦村）

### イベント

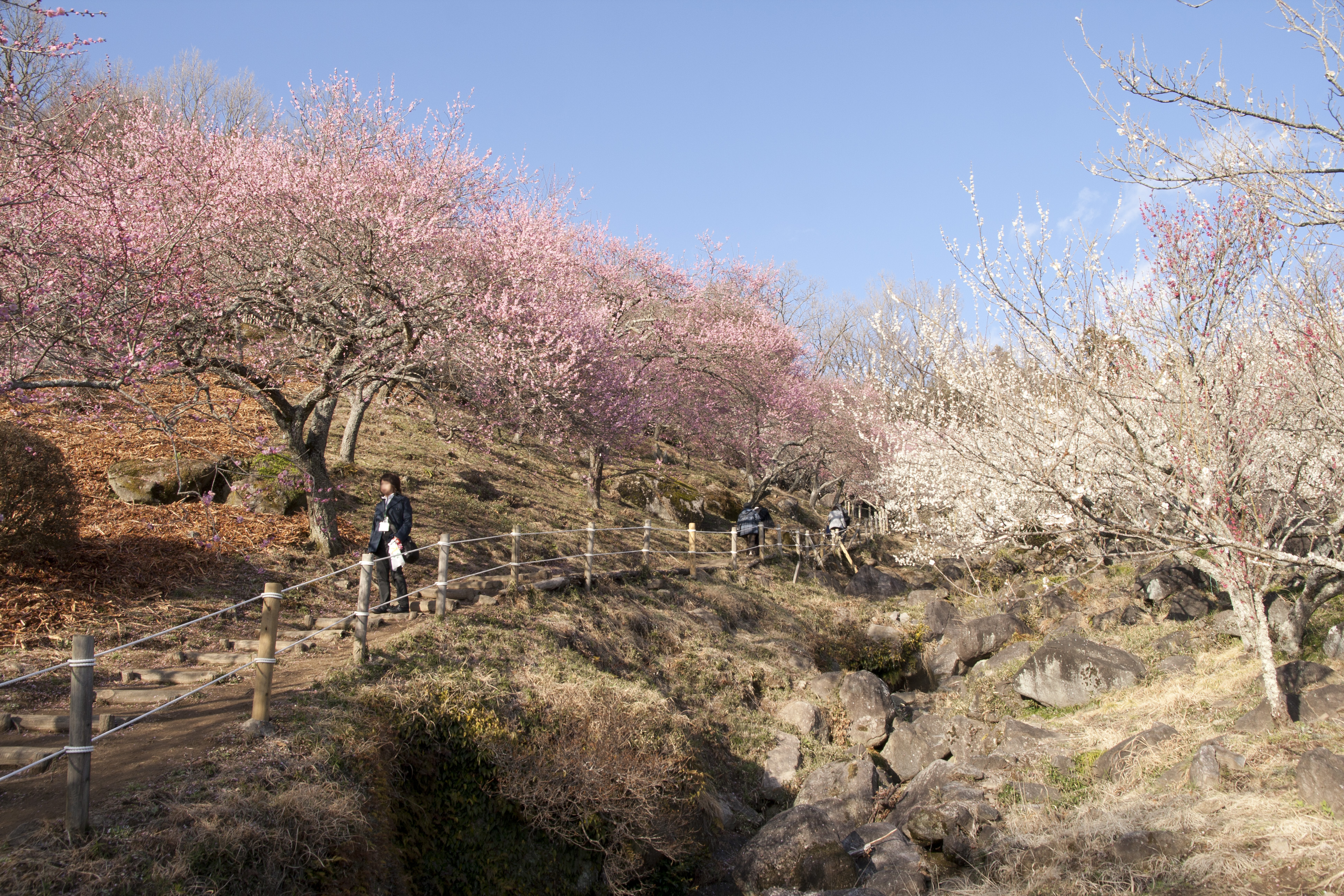
筑波山梅まつり（つくば市）

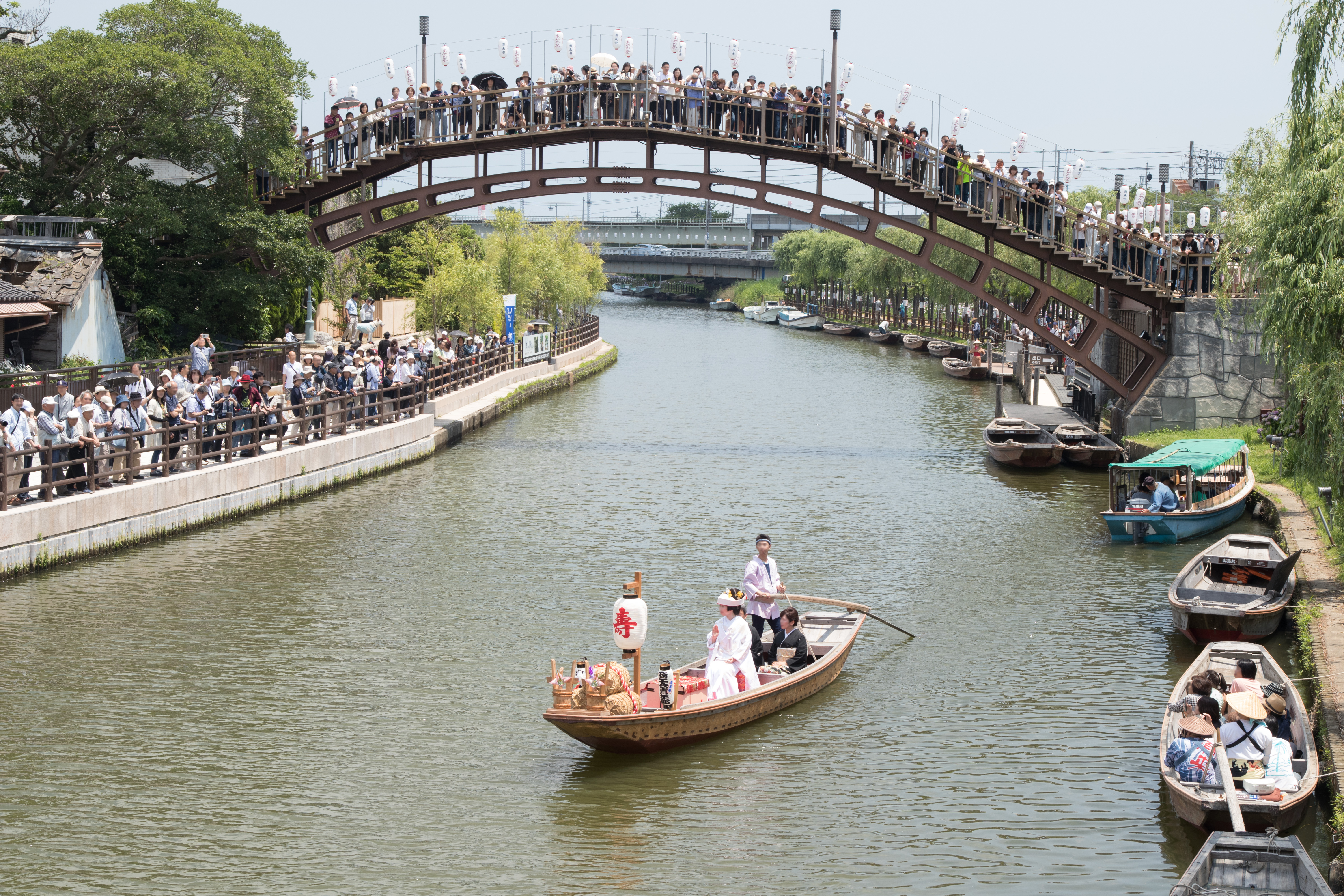
水郷潮来あやめまつり・嫁入り舟（潮来市）

- 金砂神社磯出大祭礼（常陸太田市） - 72年に1回行われる。前回は2003年。次回は2075年の予定。
- 筑波山梅まつり（2月中旬〜3月下旬　つくば市）
- 水戸の梅まつり（2月中旬〜3月下旬　水戸市・偕楽園）
- 大洗春祭り 海楽フェスタ（3月中旬　大洗町）
- 古河桃まつり (3月下旬～4月上旬　古河市）
- 日立風流物（4月中旬　日立市）
- 笠間の陶炎祭(4月下旬〜5月上旬　笠間市)
- 水郷潮来あやめまつり（5月下旬〜6月下旬　潮来市・水郷潮来あやめ園）
- ひぬまあじさいまつり（6月中旬〜7月中旬　茨城町・涸沼自然公園）
- 小鶴祇園祭（7月中旬　茨城町）
- 下館祇園祭（7月下旬　筑西市） - 日本一の大神輿渡行
- うしくカッパまつり（7月下旬　牛久市）
- 土浦キララまつり（8月上旬　土浦市）
- 潮来祇園祭禮（8月上旬　潮来市）
- 水戸黄門まつり（8月上旬　水戸市）
- まつりつくば（8月下旬　つくば市）
- 常陸國總社宮大祭（9月中旬　石岡市） - 関東三大祭の一つ
- 土浦全国花火競技大会（10月上旬　土浦市） - 日本三大花火大会の一つ
- 水戸まちなかフェスティバル（10月下旬　水戸市）
- 筑波山もみじ祭り（11月　つくば市）
- いばらきまつり（11月上旬　茨城町）
- 将門まつり（11月中旬　坂東市）
- 大洗あんこう祭（11月中旬　大洗町）
- やまがた宿芋煮会（11月下旬　常陸大宮市） - 関東一の芋煮会
- 大飯祭り（12月上旬　12月15日を超えない直前の日曜日　桜川市下泉地区）
- 悪態まつり（12月中旬　笠間市）
- 百段階段でひなまつり（3月3日又はその直前の土日 大子町）

## 対外関係
• 姉妹協定自治体
- エソンヌ県（フランス共和国）
- エミリア=ロマーニャ州（イタリア共和国）

## 人物

### 茨城県名誉県民
茨城県名誉県民の称号は、1953年（昭和28年）12月25日に制定された茨城県名誉県民条例（茨城県条例第51号）に基づき、「社会の進歩に著しい功績があつた者」へ贈られる（条例第1条）。対象者は「本県に10年以上居住している者若しくは居住していた者又は本県出身の者」で、「産業の振興、社会福祉の増進又は学術、技芸の進展に功績があ」り、「県民が郷土の誇として，ひとしく尊敬する者」であり、茨城県知事が茨城県議会の同意を得て選定することが定められている（条例第2条・第3条）。
| 贈呈番号 | 受賞者氏名 | 職業     | 選定年月日     | 備考                               | 出典    |
| -------- | ---------- | -------- | -------------- | ---------------------------------- | ------- |
| 1        | 横山大観   | 日本画家 | 1954年3月1日   | 文化勲章受章                       | [ 176 ] |
| 2        | 板谷波山   | 陶芸家   | 1954年3月1日   | 文化勲章受章                       | [ 176 ] |
| 3        | 森田茂     | 洋画家   | 1993年12月20日 | 文化勲章受章                       | [ 176 ] |
| 4        | 江崎玲於奈 | 物理学者 | 2008年12月3日  | ノーベル物理学賞受賞・文化勲章受章 | [ 176 ] |
| 5        | 小林誠     | 物理学者 | 2008年12月3日  | 文化勲章受章・ノーベル物理学賞受賞 | [ 176 ] |

## その他
- 2019年（令和元年）7月1日に、性的少数者（LGBT）のカップルを結婚に相当するパートナーとして公認する「パートナーシップ制度」を都道府県としては初めて施行した[177][178]。